# Na plovárně
Na plovárně je talk show České televize. První rozhovor byl vysílán 7. ledna 1999 s Michaelem Kocábem. Zpočátku byl pořad natáčen na Občanské plovárně, která dala pořadu název a její kresba se objevuje v úvodní znělce. Později se natáčení přesunulo do klubu Avion. Moderátor Marek Eben si k rozhovoru zve české i zahraniční osobnosti z různých oborů lidské činnosti. Moderátor do pořadu úmyslně nezve aktivní politiky. S těmi jsou dělány rozhovory až po ukončení jejich aktivní činnosti. 23. září 2012 byl odvysílán 500. díl. V roce 2014 byly premiéry pořadu přesunuty z ČT2 na ČT art. Nejvyšší sledovanost měl rozhovor s Dagmar Havlovou, který 12. prosince 2002 zhlédlo 894 tisíc diváků. Do března 2017 bylo odvysíláno přes 667 dílů. Několik desítek rozhovorů bylo vydáno knižně. Ve zvukové podobě na CD vyšly u vydavatelství Lotos.

## Přehled odvysílaných dílů (neúplný)
Jednotlivé díly jsou uvedeny na stránkách České televize včetně možnosti jejich zhlédnutí:
| Pořadí | Datum vysílání     | Host                                    | Informace o hostovi |
| ------ | ------------------ | --------------------------------------- | --- |
| 1      | 7. ledna 1999      | Michael Kocáb                           | český politik, zpěvák a hudebník |
| 2.–13. | 1999               | Ian Anderson                            | skotský hudebník |
| 2.–13. | 1999               | Jiří Černý                              | český novinář |
| 2.–13. | 1999               | Cyril Höschl                            | český lékař a psychiatr |
| 2.–13. | 1999               | Arnošt Lustig                           | český novinář a spisovatel |
| 2.–13. | 1999               | Dagmar Pecková                          | česká operní pěvkyně |
| 2.–13. | 1999               | Libor Pešek                             | český dirigent |
| 2.–13. | 1999               | Zuzana Růžičková                        | česká cembalistka a klavíristka |
| 2.–13. | 1999               | Norman Sartorius                        | chorvatský psychiatr |
| 2.–13. | 1999               | Zdeněk Sternberg                        | český šlechtic |
| 2.–13. | 1999               | Jiří Suchý                              | český herec a spisovatel |
| 2.–13. | 1999               | Olbram Zoubek                           | český sochař |
| 2.–13. | 1999               | Norbert Auerbach                        | český filmový producent |
| 14     | 3. ledna 2000      | Jaromír Jágr                            | český hokejista |
| 15     | 10. ledna 2000     | Svatopluk Beneš                         | český dabér a herec |
| 16     | 17. ledna 2000     | Jiří "George" Mráz                      | český jazzový kontrabasista |
| 17     | 24. ledna 2000     | Otto Jelínek                            | česko-kanadský podnikatel, krasobruslař a politik |
| 18     | 7. února 2000      | Viktor Fischl                           | česko-izraelský spisovatel a překladatel |
| 19     | 21. února 2000     | Jiří Lábus                              | český filmový a divadelní herec a komik, bratr českého architekta Ladislava Lábuse |
| 20     | 13. března 2000    | Květa Fialová                           | česká divadelní, filmová a televizní herečka, manželka režiséra Pavla Háši |
| 21     | 27. března 2000    | Miroslav Ondříček                       | český kameraman a jeden z tvůrců České nové vlny |
| 22     | 17. dubna 2000     | Michael March                           | americký spisovatel, básník a publicista, který žil od roku 1996 v Praze |
| 23     | 1. května 2000     | Václav Havel                            | český dramatik, esejista, disident a kritik komunistického režimu, později politik a státník |
| 24     | 22. května 2000    | Matěj Forman a Petr Forman              | čeští filmoví a divadelní herci |
| 25     | 5. června 2000     | Martin Hilský                           | český literární historik, emeritní profesor anglické literatury na Filozofické fakultě Univerzity Karlovy a Filozofické fakultě Jihočeské univerzity v Českých Budějovicích, překladatel z angličtiny, shakespearolog a manžel české překladatelky Kateřiny Hilské                                  |
| 26     | 19. června 2000    | Jan Šibík                               | český fotoreportér |
| 27     | 3. července 2000   | Robert Stone                            | americký spisovatel a scenárista |
| 28     | 17. července 2000  | Karel Plíhal                            | český kytarista, zpěvák, skladatel, textař, básník, hudební režisér a aranžér |
| 29     | 31. července 2000  | William Styron                          | americký spisovatel |
| 30     | 14. srpna 2000     | Jaroslava Adamová                       | česká divadelní, filmová a dabingová herečka |
| 31     | 28. srpna 2000     | Jiří Hubač                              | český dramatik a scenárista |
| 32     | 11. září 2000      | Josef Somr                              | český herec |
| 33     | 25. září 2000      | Vladimír Körner                         | český prozaik, dramaturg a filmový a televizní scenárista |
| 34     | 9. října 2000      | Jitka Molavcová                         | česká herečka, zpěvačka, spisovatelka, muzikantka a moderátorka, hrající od roku 1970 až dodnes v divadle Semafor, kde je hlavní partnerkou Jiřímu Suchému |
| 35     | 23. října 2000     | Jefim Fištejn                           | český publicista, esejista a scenárista, známý pro své dlouholeté redakční působení v Rádiu Svobodná Evropa |
| 36     | 6. listopadu 2000  | Jan Kačer                               | český herec a režisér, manžel herečky Niny Divíškové |
| 37     | 20. listopadu 2000 | Vladimir Ashkenazy                      | ruský dirigent a klavírní virtuos s islandským a švýcarským občanstvím V letech 1996 až 2003 působil jako šéfdirigent České filharmonie, nyní působí jako šéfdirigent Sydneyského symfonického orchestru                                                                                            |
| 38     | 4. prosince 2000   | Vladimír Preclík                        | český sochař, malíř, řezbář a spisovatel, vysokoškolský pedagog, předseda uměleckého spolku Mánes |
| 39     | 18. prosince 2000  | Ilja Hurník                             | český hudební skladatel, klavírista, hudební pedagog, dramatik a spisovatel |
| 40     | 1. ledna 2001      | Jan Pirk                                | český kardiochirurg, emeritní přednosta Kardiocentra a Kliniky kardiovaskulární chirurgie IKEM |
| 41     | 4. ledna 2001      | Jaromír Nohavica                        | český folkový písničkář, textař, libretista, osobitý zpěvák, skladatel a kytarista |
| 42     | 14. ledna 2001     | Ivan Klíma                              | český spisovatel a dramatik s židovskými kořeny, syn vynálezce a světového odborníka na silnoproudé motory Viléma Klímy |
| 43     | 19. ledna 2001     | Peter Dvorský                           | slovenský operní pěvec - tenorista |
| 44     | 26. ledna 2001     | Michael Fleischmann                     | český manažer, finančník, překladatel a diplomat |
| 45     | 2. února 2001      | Ladislav Smoljak                        | český filmový, televizní a divadelní režisér, scenárista a herec, čelní postava Divadla Járy Cimrmana |
| 46     | 9. února 2001      | Jan Wiener                              | český veterán západní fronty, profesor historie |
| 47     | 16. února 2001     | Luboš Hrůza                             | český scénograf, kostýmní výtvarník |
| 48     | 23. února 2001     | Pavel Tigrid                            | český spisovatel, publicista a politik, jeden z nejvýznačnějších představitelů českého protikomunistického exilu |
| 49     | 2. března 2001     | Josef Liesler                           | český malíř, grafik a ilustrátor |
| 50     | 9. března 2001     | Hana Hegerová                           | slovensko-česká zpěvačka a herečka, označovaná za nekorunovanou královnu československého šansonu |
| 51     | 16. března 2001    | František Dvořák                        | český historik umění, výtvarný teoretik |
| 52     | 23. března 2001    | Milan Maryška                           | český filmový dokumentarista, režisér a fotograf |
| 53     | 30. března 2001    | Vladimír Komárek                        | český malíř, grafik, ilustrátor a pedagog |
| 54     | 6. dubna 2001      | Magdalena Kožená                        | česká operní pěvkyně, mezzosopranistka |
| 55     | 13. dubna 2001     | Oto Ševčík                              | český divadelní režisér, herec a vysokoškolský pedagog německé národnosti |
| 56     | 20. dubna 2001     | Iva Bittová                             | česká zpěvačka, houslistka a herečka |
| 57     | 27. dubna 2001     | Jiřina Bohdalová                        | česká herečka |
| 58     | 4. května 2001     | Adolf Branald                           | český spisovatel, autor románů, povídek, reportáží, knih pro děti a mládež a divadelních her pro ochotníky |
| 59     | 11. května 2001    | Jiří Pilka                              | český hudební skladatel |
| 60     | 18. května 2001    | Petr Jirmus                             | český akrobatický pilot V letech 1983 až 1986, která jsou považována za „zlatou éru“ československé letecké akrobacie, získal dvakrát titul absolutního mistra světa a dvakrát absolutního mistra Evropy                                                                                            |
| 61     | 25. května 2001    | David Vávra                             | český architekt, herec a spisovatel |
| 62     | 1. června 2001     | Josef Jíra                              | český malíř, grafik a ilustrátor |
| 63     | 8. června 2001     | David Radok                             | český operní režisér, syn Alfréda Radoka Po invazi vojsk Varšavské smlouvy emigroval 28 |
| 64     | 15. června 2001    | Gore Vidal                              | americký spisovatel, scenárista a politik |
| 65     | 22. června 2001    | Jiří Bartoška                           | český herec a filmový organizátor, od roku 1994 prezident Mezinárodního filmového festivalu v Karlových Varech |
| 66     | 29. června 2001    | Cliv James                              | australský spisovatel, kritik, básník, textař a novinář |
| 67     | 10. července 2001  | Ivo Paukert                             | český televizní scenárista a režisér |
| 68     | 17. července 2001  | Serhij Bubka                            | bývalý sovětský a od roku 1991 ukrajinský atlet ve skoku o tyči, olympijský vítěz, šestinásobný mistr světa, mistr Evropy a nejlepší sportovec světa pro rok 1997 |
| 69     | 7. září 2001       | Karel Schwarzenberg                     | český politik, potomek slavného šlechtického rodu |
| 70     | 14. září 2001      | Mária Tauberová-Krombholzová            | česká operní pěvkyně |
| 71     | 28. září 2001      | Petr Sís                                | autor knih pro děti, ilustrátor, grafik a tvůrce animovaných filmů českého původu |
| 72     | 5. října 2001      | Jan Tříska                              | česko-americký herec |
| 73     | 12. října 2001     | Pavel Turek                             | český manažer stáje West McLaren Mercedes |
| 74     | 18. října 2001     | Ota Ornest                              | český divadelní dramaturg, režisér, herec, překladatel a někdejší ředitel Městských divadel pražských |
| 75     | 25. října 2001     | Sting                                   | anglický hudebník a občasný herec z Newcastle upon Tyne |
| 76     | 2. listopadu 2001  | Marta Kubišová                          | česká zpěvačka, herečka a moderátorka, několikanásobná vítězka ankety Zlatý slavík, členka skupiny Golden Kids a signatářka Charty 77 V souvislosti s ukončením své pěvecké kariéry obdržela v roce 2017 Českého slavíka pro výjimečnou osobnost české hudby                                        |
| 77     | 9. listopadu 2001  | Yves Piaget                             | člen světoznámé rodiny klenotníků |
| 78     | 16. listopadu 2001 | Jiří Menzel                             | český filmový a divadelní režisér, herec a spisovatel |
| 79     | 23. listopadu 2001 | Vlado Milunić                           | český architekt, designér a urbanista chorvatského původu |
| 80     | 29. listopadu 2001 | Petr Weigl                              | český filmový, televizní a divadelní režisér a dramaturg |
| 81     | 7. prosince 2001   | Ladislav Špaček                         | český spisovatel, televizní novinář a moderátor, pedagog, popularizátor společenské etikety, bývalý tiskový mluvčí prezidenta Václava Havla, otec režiséra Radima Špačka |
| 82     | 13. prosince 2001  | Ela Weissbergerová                      | česko-americká grafická a interiérová designérka, žena, která strávila své dětství v koncentračním táboře |
| 83     | 21. prosince 2001  | Lubomír Dorůžka                         | český muzikolog, novinář, překladatel, hudební organizátor, hudební publicista a pedagog |
| 84     | 6. ledna 2002      | Jaroslav Šerých                         | český malíř, grafik a ilustrátor pohybující se na české i mezinárodní umělecké scéně od 50 |
| 85     | 13. ledna 2002     | Lady Abrahams                           | česko-britská golfistka a podnikatelka, předválečná mistryně republiky v golfu |
| 86     | 27. ledna 2002     | Vladimír Renčín                         | český kreslíř, ilustrátor, karikaturista, autor svérázného humoru, neopakovatelné kresby a jedinečných postaviček |
| 87     | 3. února 2002      | Petr Zuska                              | český choreograf, režisér, tanečník, pedagog, dlouholetý umělecký šéf Baletu Národního divadla v Praze |
| 88     | 10. února 2002     | Ondřej Neff                             | český spisovatel science fiction a novinář, vydavatel internetových deníků Neviditelný pes a DigiNeff |
| 89     | 17. února 2002     | Jaromír Hanzlík                         | český herec |
| 90     | 24. února 2002     | Miroslav Řepa                           | český architekt, žijící a pracující v Praze |
| 91     | 3. března 2002     | Jan Špáta                               | český kameraman, režisér a vysokoškolský pedagog |
| 92     | 10. března 2002    | Heinz Kolben                            | vnuk slavného českého průmyslníka |
| 93     | 17. března 2002    | Jiří Krejčík                            | český režisér, scenárista, příležitostný herec a vysokoškolský pedagog |
| 94     | 24. března 2002    | Štěpánka Hilgertová                     | česká a československá vodní slalomářka, kajakářka závodící v kategorii K1 |
| 95     | 31. března 2002    | Rudolf Zahradník                        | český fyzikální chemik, v letech 1993–2001 předseda Akademie věd ČR |
| 96     | 7. dubna 2002      | Vlasta Průchová                         | česká jazzová zpěvačka |
| 97     | 12. dubna 2002     | Josef Krofta                            | český divadelní režisér a loutkář |
| 98     | 21. dubna 2002     | Eliška Hašková-Coolidge                 | bývalá česko-americká úřednice, členka personálu Bílého domu, kde měla na starosti oddělení pro prezidentskou korespondenci s institucemi a jednotlivci a také byla součástí interní skupiny autorů proslovů                                                                                        |
| 99     | 28. dubna 2002     | Tomáš Töpfer                            | český herec, režisér, scenárista, vysokoškolský divadelní pedagog, divadelní ředitel a politik |
| 100    | 19. května 2002    | Václav Větvička                         | český botanik, ředitel Botanické zahrady Univerzity Karlovy |
| 101    | 26. května 2002    | Oldřich Kulhánek                        | český grafik |
| 102    | 2. června 2002     | Bolek Polívka                           | český herec, komik, mim, dramatik a scenárista |
| 103    | 9. června 2002     | Vladimír Beneš                          | český neurochirurg |
| 104    | 16. června 2002    | Miroslav Žbirka                         | slovenský zpěvák a skladatel |
| 105    | 23. června 2002    | Volker Schlöndorff                      | německý filmový režisér a producent |
| 106    | 30. června 2002    | Petr Kolář                              | český novinář, misionář, horolezec a příslušník jezuitského řádu |
| 107    | 7. července 2002   | Petr Nárožný                            | český herec, komik, vypravěč, moderátor a bavič |
| 108    | 14. července 2002  | Dagmar Hochová                          | česká dokumentaristka a fotografka |
| 109    | 21. července 2002  | Vladimír Mišík                          | český hudebník |
| 110    | 25. srpna 2002     | Steve Lichtage                          | český filmový producent, režisér a spisovatel |
| 111    | 8. září 2002       | Milan Šteindler                         | český humorista, herec, scenárista a režisér Spolupodílel se na natáčení seriálu Česká soda |
| 112    | 15. září 2002      | Adolf Born                              | český malíř, kreslíř, ilustrátor, animátor, karikaturista a kostýmní výtvarník |
| 113    | 22. září 2002      | Garri Kasparov                          | ruský šachový velmistr, mistr světa v šachu v letech 1985–2000, a opoziční demokratický politik |
| 114    | 29. září 2002      | Jiří Weiss                              | český režisér a scenárista židovského původu |
| 115    | 6. října 2002      | Ivan Hoffman                            | slovenský i český písničkář, fotograf a samizdatový vydavatel časopisu Fragment-K |
| 116    | 13. října 2002     | Svatopluk Svoboda                       | československý gymnasta |
| 117    | 20. října 2002     | Milan Lasica                            | slovenský humorista, dramatik, spisovatel-prozaik, textař, herec, režisér, moderátor a zpěvák |
| 118    | 22. října 2002     | Norbert Zálišt                          | český veterinář, ředitel hřebčína v Kladrubech |
| 119    | 23. října 2002     | Theodor Pištěk                          | český malíř, tvůrce filmových kostýmů a dekorací |
| 120    | 3. listopadu 2002  | Helena Třeštíková                       | česká režisérka a pedagožka |
| 121    | 10. listopadu 2002 | Pravoň Prousek                          | český obchodník v oboru železa a hutních výrobků |
| 122    | 17. listopadu 2002 | Dagmar Havlová                          | česká herečka a filantropka |
| 123    | 24. listopadu 2002 | Reinhold Messner                        | italský horolezec rakouské národnosti, cestovatel a spisovatel |
| 124    | 1. prosince 2002   | Jiří Tichota                            | český muzikolog, loutnista, zpěvák, textař a muzikant, zakladatel a umělecký vedoucí skupiny Spirituál kvintet |
| 125    | 8. prosince 2002   | Martin Huba                             | slovenský herec a divadelní režisér |
| 126    | 22. prosince 2002  | Václav Hudeček                          | český houslový virtuos |
| 127    | 29. prosince 2002  | Tomáš Halík                             | český katolický kněz, teolog, religionista, sociolog, psycholog a filozof |
| 128    | 9. ledna 2003      | Richard Müller                          | slovenský zpěvák a hudebník |
| 129    | 17. ledna 2003     | Jan Horal                               | československý válečný veterán, manažer, podnikatel, hoteliér, iniciátor kulturního života a filantrop |
| 130    | 24. ledna 2003     | Isabella Rosselliniová                  | italsko-americká herečka a modelka |
| 131    | 31. ledna 2003     | Rainer Kreissl                          | německý sběratel umění a významný donátor, nositel státního vyznamenání Medaile Za zásluhy |
| 132    | 7. února 2003      | Jaz Coleman                             | anglický zpěvák, frontman britské post-punkové hudební skupiny Killing Joke |
| 133    | 14. února 2003     | Jaroslav Róna                           | český sochař a malíř, keramik, umělecký sklář, grafik, scénograf, literát a amatérský herec |
| 134    | 21. února 2003     | Ida Kelarová                            | česká zpěvačka romské národnosti, muzikantka a sbormistryně, sestra zpěvačky a herečky Ivy Bittové |
| 135    | 27. února 2003     | Benjamin Kuras                          | český spisovatel, dramatik, překladatel a publicista, žijící v Praze-Braníku |
| 136    | 7. března 2003     | Eva Zaoralová                           | česká filmová publicistka |
| 137    | 13. března 2003    | Jan Železný                             | český atlet, oštěpař |
| 138    | 18. března 2003    | Jiří Bělohlávek                         | český dirigent a pedagog |
| 139    | 28. března 2003    | Miroslav Verner                         | český archeolog a egyptolog, v letech 1975–2000 byl ředitelem Československého, resp |
| 140    | 5. dubna 2003      | Miloš Horanský                          | český divadelní režisér, vysokoškolský pedagog, básník, autor literatury pro děti a příležitostný herec |
| 141    | 12. dubna 2003     | Pavel Šmok                              | český choreograf, tanečník, autor baletních libret, šéf baletního souboru, pedagog, herec , režisér a dramaturg, patřící mezi nejvýznamnější osobnosti, které zásadně ovlivnily českou taneční scénu                                                                                                |
| 142    | 19. dubna 2003     | Radana Königová                         | česká lékařka v oblasti popáleninové medicíny, který jakožto samostatný obor lékařství neexistoval, takže byl přidružen k oboru plastické chirurgie |
| 143    | 26. dubna 2003     | Arnošt Goldflam                         | český herec, dramatik, režisér, pedagog a spisovatel pro děti |
| 144    | 17. května 2003    | José Cura                               | argentinský operní pěvec s tenorovým typem hlasu, známý charakteristickou interpretací rolí italských a francouzských oper, zejména pak Verdiho Othella a Saint-Saënsova Samsona, stejně jako pro nekonvenční koncertní vystoupení pořádající po celém světě                                        |
| 145    | 24. května 2003    | Vratislav Schreiber                     | český lékař, endokrinolog a bývalý prorektor Univerzity Karlovy |
| 146    | 31. května 2003    | Dominik Hašek                           | známý také pod přezdívkou Dominátor, je bývalý český hokejový brankář |
| 147    | 7. června 2003     | Jiří Ornest                             | český herec, režisér a překladatel, nositel Ceny Alfréda Radoka z roku 1996 |
| 148    | 14. června 2003    | Dalibor Povolný                         | český zoolog a entomolog |
| 149    | 21. června 2003    | Michal Pavlíček                         | český hudební skladatel, kytarista, zpěvák, textař a producent |
| 150    | 28. června 2003    | Otto Placht                             | český malíř a výtvarník |
| 151    | 5. července 2003   | Michael Kamen                           | americký hudební skladatel a dirigent |
| 152    | 12. července 2003  | Věra Plívová-Šimková                    | česká filmová režisérka, známá zejména svými filmy o dětech a pro děti |
| 153    | 23. srpna 2003     | Luba Skořepová                          | česká herečka, spisovatelka, autorka divadelní hry, dlouholetá členka činohry Národního divadla v Praze |
| 154    | 6. září 2003       | Jan Rokyta                              | český hudebník-multiinstrumentalista a rozhlasový redaktor |
| 155    | 13. září 2003      | Jaroslav Müller                         | český a československý sportovní plavec, pólista a ragbista, účastník olympijských her 1924 Pozdější profesí praktický lékař |
| 156    | 20. září 2003      | Tono Stano                              | český a slovenský fotograf tvořící od sedmdesátých let minulého století |
| 157    | 27. září 2003      | Miloslav Stingl                         | český cestovatel, etnograf a spisovatel, který osobně poznal řadu domorodých kultur a zpracoval své zážitky v četných knihách |
| 158    | 4. října 2003      | Pavel Taussig                           | český filmový historik |
| 159    | 11. října 2003     | Pavel Bobek                             | český architekt a zpěvák |
| 160    | 18. října 2003     | Miloslav Chlupáč                        | český sochař, malíř a výtvarný publicista |
| 161    | 25. října 2003     | Klaus Voormann                          | německý umělec a nositel ceny Grammy, činný jako grafik, hudebník a producent |
| 162    | 1. listopadu 2003  | Jindřiška Smetanová                     | česká spisovatelka, scenáristka, autorka televizních inscenací a překladatelka |
| 163    | 15. listopadu 2003 | Eva Erbenová                            | izraelská spisovatelka židovského původu |
| 164    | 22. listopadu 2003 | Richard Belcredi                        | rakouský politik z moravské větve původně italského šlechtického rodu Belcrediů |
| 165    | 29. listopadu 2003 | Suzanne Vega                            | americká folková zpěvačka, autorka a hudební producentka |
| 166    | 6. prosince 2003   | Friedrich Carlo Bergmann                | muž, který se rozhodl žít na Sahaře |
| 167    | 13. prosince 2003  | Josef Pleskot                           | český architekt |
| 168    | 20. prosince 2003  | Tonino Lamborghini                      | italský podnikatel, dědic slavné automobilové značky |
| 169    | 27. prosince 2003  | Zdeněk Matějček                         | český světově uznávaný dětský psycholog, který se průkopnicky věnoval studiu podmínek vývoje dětí v ústavech – v prostředí psychického strádání neboli deprivace |
| 170    | 2. ledna 2004      | Petr Čtvrtníček                         | český divadelní i filmový herec, komik a spolutvůrce scénářů |
| 171    | 8. ledna 2004      | Dalajláma                               | duchovní i světský vůdce Tibetu |
| 172    | 15. ledna 2004     | Leoš Suchařípa                          | český herec, dramaturg, překladatel a divadelní teoretik |
| 173    | 22. ledna 2004     | Oliviero Toscani                        | italský fotograf světově známý svými kontroverzními reklamními kampaněmi pro italskou firmu Benetton v období od roku 1982 do 2000 |
| 174    | 29. ledna 2004     | Rudolf Křesťan                          | český redaktor a spisovatel známý svými fejetony |
| 175    | 5. února 2004      | John Capek                              | hudební skladatel českého původu |
| 176    | 12. února 2004     | Zdeněk Neubauer                         | český křesťan, filozof a biolog |
| 177    | 4. března 2004     | Adriena Šimotová                        | česká malířka, grafička a sochařka |
| 178    | 11. března 2004    | Jiří Novák                              | český tenista |
| 179    | 18. března 2004    | Dan Bárta                               | český zpěvák, textař, fotograf a milovník přírody |
| 180    | 25. března 2004    | Anna Fárová                             | česko-francouzská historička umění a překladatelka z francouzštiny |
| 181    | 1. dubna 2004      | Petr Fejk                               | český manažer, bývalý dlouholetý ředitel Zoo Praha, která pod jeho vedením prošla výraznou modernizací a podle časopisu Forbes se zařadila na místo 7 nejlepší zoo na světě |
| 182    | 8. dubna 2004      | Petr Kavan                              | český politik Moravské národní strany |
| 183    | 15. dubna 2004     | Otakar Brousek starší                   | český divadelní i televizní herec a dabér |
| 184    | 23. dubna 2004     | Jaromír Zemina                          | český historik a teoretik moderního umění, galerijní pracovník, kurátor, malíř, básník a vysokoškolský pedagog |
| 185    | 6. května 2004     | Miloš Štědroň                           | český a moravský hudební skladatel, hudební vědec a pedagog |
| 186    | 13. května 2004    | Jiří Látal                              | bývalý československý a český hokejový obránce a trenér |
| 187    | 20. května 2004    | Yvonne Přenosilová                      | česká zpěvačka a moderátorka |
| 188    | 27. května 2004    | Břetislav Pojar                         | český scenárista, režisér, výtvarník animovaného filmu a profesor na FAMU |
| 189    | 3. června 2004     | Ivan Ženatý                             | český houslový virtuóz a hudební pedagog |
| 190    | 17. června 2004    | Viktor Preiss                           | český herec |
| 191    | 24. června 2004    | Glen Hansard                            | irský zpěvák a kytarista, člen irské skupiny The Frames |
| 192    | 1. července 2004   | Jaroslav Malina                         | anglický profesionální fotbalista, který hraje na pozici útočníka za anglický klub Luton Town FC |
| 193    | 11. září 2004      | John Morris                             | americký editor |
| 194    | 18. září 2004      | Tomáš Baťa mladší                       | český podnikatel, syn zakladatele firmy Baťa Tomáše Bati |
| 195    | 25. září 2004      | Daniel Libeskind                        | americký architekt židovského původu |
| 196    | 2. října 2004      | Boris Jirků                             | český výtvarník a pedagog, kterého zná široká veřejnost především jako ilustrátora knih G. G. Márqueze |
| 197    | 7. října 2004      | Michael Kunz                            | německý textař, libretista a spisovatel |
| 198    | 16. října 2004     | Franco Nero                             | italský zpěvák a herec |
| 199    | 23. října 2004     | Vladimír Merta                          | český písničkář, publicista, spisovatel, fotograf, architekt a filmový režisér |
| 200    | 30. října 2004     | Joe Zawinul                             | rakouský jazzový a jazzrockový pianista a skladatel česko-romského původu |
| 201    | 6. listopadu 2004  | Pavel Knihař                            | český příslušník Francouzské cizinecké legie |
| 202    | 13. listopadu 2004 | Jacqueline Bisset                       | britská herečka a modelka |
| 203    | 20. listopadu 2004 | Harvey Keitel                           | americký herec židovského původu |
| 204    | 27. listopadu 2004 | Josef Škvorecký                         | česko-kanadský spisovatel-prozaik, esejista, překladatel a exilový nakladatel, spolu s manželkou Zdenou Salivarovou zakladatel exilového nakladatelství ’68 Publishers v Torontu |
| 205    | 4. prosince 2004   | John Cleese                             | britský herec, komik, spisovatel a filmový producent, jeden z šesti členů komediální skupiny Monty Python |
| 206    | 18. prosince 2004  | Václav Pačes                            | český biochemik, vysokoškolský pedagog, v letech 2005–2009 předseda Akademie věd České republiky |
| 207    | 25. prosince 2004  | František Skála                         | český sochař, malíř, ilustrátor dětských knih, hudebník a tanečník |
| 208    | 30. prosince 2004  | Ctirad John                             | český imunolog a mikrobiolog, přednášel mikrobiologii a imunologii na 1 |
| 209    | 7. ledna 2005      | Ivan Medek                              | český novinář, původní profesí muzikolog, spolupracovník Talichova Českého komorního orchestru a České filharmonie, hudební publicista, teoretik a kritik, bratr Mikuláše Medka |
| 210    | 14. ledna 2005     | Radim Zenkl                             | český hráč na mandolínu |
| 211    | 21. ledna 2005     | Juraj Kukura                            | slovenský herec |
| 212    | 28. ledna 2005     | Václav Chaloupka                        | český dostihový jezdec, trenér, chovatel, majitel koní, pořadatel dostihů, čtyřnásobný vítěz Velké pardubické steeplechase , osmnáctinásobný účastník Velké pardubické steeplechase a mistr republiky v bowlingu v družstvech                                                                       |
| 213    | 4. února 2005      | Robert Fulghum                          | americký spisovatel, unitářský pastor, filosof, učitel, zpěvák, malíř atd Popularitu si získal především svými knížečkami s drobnými úvahami |
| 214    | 11. února 2005     | Richard Konkolski                       | český mořeplavec a účastník řady mezinárodních námořních závodů, třikrát obeplul sám zeměkouli |
| 215    | 18. února 2005     | Albert II. Monacký                      | monacký princ |
| 216    | 25. února 2005     | Pavol Hammel                            | slovenský hudebník a zpěvák Pochází z muzikantské rodiny |
| 217    | 4. března 2005     | Bohdan Pivoňka                          | český evangelický farář, signatář Charty 77, skladatel duchovních písní |
| 218    | 11. března 2005    | Jaroslav Němec                          | český vědec, držitel ceny Česká hlava |
| 219    | 18. března 2005    | Vladimír Válek                          | český dirigent |
| 220    | 25. března 2005    | Karel Brückner                          | český fotbalový trenér a bývalý hráč převážně nižších soutěží |
| 221    | 1. dubna 2005      | Tereza Maxová                           | česká modelka a manažerka, žijící střídavě v Praze a Turecku |
| 222    | 8. dubna 2005      | Ladislav Lábus                          | český architekt a vysokoškolský pedagog, emeritní děkan Fakulty architektury ČVUT v Praze, bratr herce Jiřího Lábuse |
| 223    | 14. dubna 2005     | Bill Gates                              | americký podnikatel, investor a filantrop, někdejší spoluzakladatel společnosti Microsoft |
| 224    | 22. dubna 2005     | Jaroslav Šedivý                         | český historik, politik, ministr zahraničních věcí a velvyslanec |
| 225    | 20. května 2005    | Jean-Paul Gaultier                      | francouzský módní návrhář, který začal tvořit s vlastní značkou od roku 1976 |
| 226    | 27. května 2005    | Kurt Gebauer                            | český výtvarník a vysokoškolský pedagog |
| 227    | 3. června 2005     | Vladimír Karpenko                       | český chemik a popularizátor vědy |
| 228    | 10. června 2005    | Petr Jarchovský                         | český scenárista a dramaturg |
| 229    | 15. června 2005    | Sebastião Salgado                       | brazilský dokumentární fotograf, který pokračuje v tradici černobílé humanistické fotografie |
| 230    | 24. června 2005    | Ivo Kaštan                              | český motocyklový závodník, mnohonásobný účastník Rallye Paříž-Dakar |
| 231    | 1. července 2005   | Leslie Bricuss                          | britský skladatel a textař |
| 232    | 9. září 2005       | Liz Forellová                           | brazilská malířka českého původu |
| 233    | 16. září 2005      | Michael York                            | britský herec |
| 234    | 23. září 2005      | Václav Koubek                           | český písničkář a harmonikář, spisovatel, herec a režisér |
| 235    | 30. září 2005      | Petr Čech                               | český fotbalový brankář |
| 236    | 7. října 2005      | Zdeněk Ježek                            | český epidemiolog a infektolog |
| 237    | 14. října 2005     | Vojtěch Novotný                         | český entomolog, který tráví většinu roku v Papui-Nové Guineji |
| 238    | 21. října 2005     | Roman Musil                             | český misionář na Haiti |
| 239    | 28. října 2005     | Madeleine Albrightová                   | americká diplomatka a politička |
| 240    | 11. listopadu 2005 | Robert Redford                          | americký herec, filmový režisér, producent, držitel dvou Cen Americké akademie filmových umění a věd Oscar, podnikatel, model, zastánce životního prostředí a filantrop |
| 241    | 18. listopadu 2005 | Liv Ullmannová                          | norská herečka a režisérka, proslavená zejména filmy švédského režiséra Ingmara Bergmana |
| 242    | 23. listopadu 2005 | Stefano Baldini                         | italský atlet, běžec, který se věnuje dlouhým tratím, zejména maratonu Je olympijským vítězem z letních her v Athénách 2004 a dvojnásobným mistrem Evropy |
| 243    | 30. listopadu 2005 | Vojtěch Jasný                           | česko-americký scenárista, filmový režisér, fotograf, vysokoškolský pedagog a jogín |
| 244    | 7. prosince 2005   | Ruggier Ricci                           | americký houslista |
| 245    | 14. prosince 2005  | Miroslav Vitouš                         | český jazzový kontrabasista, baskytarista a hudební skladatel |
| 246    | 21. prosince 2005  | Albert Maysles                          | americký kameraman, režišér a dokumentarista |
| 247    | 28. prosince 2005  | Jaroslav Krček                          | český hudebník, dirigent, sbormistr a hudební skladatel |
| 248    | 10. ledna 2006     | Frank Lampl                             | britský stavební podnikatel českého původu |
| 249    | 12. ledna 2006     | Juraj Herz                              | slovenský režisér, scenárista a herec židovského původu a významný tvůrce československé filmové nové vlny |
| 250    | 19. ledna 2006     | Nori Harel                              | hlavní inženýr leteckých základen v Izraeli a pomáhal koordinovat česko-izraelské letecké projekty |
| 239    | 26. ledna 2006     | Helena Illnerová                        | česká fyzioložka a biochemička, bývalá předsedkyně Akademie věd České republiky a v letech 2008–2010 předsedkyně Učené společnosti České republiky Jako první na světě se svým týmem zjistila, že tvorba melatoninu v šišince mozkové je řízena biologickými hodinami v mozku                       |
| 240    | 2. února 2006      | Aleš Najbrt                             | český typograf, grafický designér a zpěvák |
| 241    | 9. února 2006      | František Makeš                         | český malíř, restaurátor a chemik působící převážně ve Švédsku |
| 242    | 5. března 2006     | Dana Zátopková                          | česká atletka |
| 243    | 17. března 2006    | Jan Heller                              | český religionista, biblista, protestantský teolog, vysokoškolský pedagog a překladatel z hebrejštiny a foiničtiny |
| 244    | 19. března 2006    | Karel Černý                             | český architekt |
| 245    | 26. března 2006    | Pavel Kolář                             | český fyzioterapeut |
| 246    | 2. dubna 2006      | Dominika Applová                        | česká designérka |
| 247    | 9. dubna 2006      | Ivo Mathé                               | český televizní producent, scenárista, vysokoškolský pedagog a manažer |
| 248    | 23. dubna 2006     | Jan Schmid                              | český herec, režisér, kulturní publicista, textař, výtvarník, ilustrátor, scenárista, dramatik, moderátor, divadelní manažer a organizátor, divadelní pedagog, manžel herečky Jany Synkové a zakladatel Studia Ypsilon                                                                              |
| 249    | 30. dubna 2006     | Jan Fridrich                            | český archeolog, zaměřující se na starší dobu kamennou – paleolit |
| 250    | 7. května 2006     | Jaroslav Dušek                          | český filmový a divadelní herec |
| 251    | 14. května 2006    | Josef Michl                             | český výtvarník, ilustrátor a autor kreslených filmů a plakátů |
| 252    | 21. května 2006    | Jiří Šalamoun                           | český výtvarník |
| 253    | 28. května 2006    | Robin Heřman                            | český japanolog a buddhista |
| 254    | 8. června 2006     | Jitka Válová                            | česká akademická malířka a výtvarnice |
| 255    | 4. července 2006   | Martina Navrátilová                     | česko-americká profesionální tenistka, která byla mezi lety 1978–1987 světovou jedničkou ve dvouhře |
| 256    | 24. srpna 2006     | Jiří Grygar                             | slezský astronom a astrofyzik, popularizátor vědy v oblasti astronomie, astrofyziky a vztahu vědy a víry, držitel několika ocenění |
| 257    | 24. srpna 2006     | Vladimír Pucholt                        | československý herec a britský a kanadský lékař, specializace pediatr a neonatolog |
| 258    | 14. září 2006      | Antonín Kratochvíl                      | český fotograf |
| 259    | 21. září 2006      | Václav Cílek                            | český geolog, spisovatel a popularizátor vědy |
| 260    | 5. října 2006      | Wole Soyinka                            | anglicky píšící nigerijský spisovatel, básník a dramatik, politický aktivista |
| 261    | 12. října 2006     | Filip Kadlec                            | český hokejový obránce |
| 262    | 26. října 2006     | Andy García                             | kubánsko-americký herec |
| 263    | 9. listopadu 2006  | Tomáš Špidlík                           | moravský katolický teolog, kněz, jezuita a kardinál |
| 264    | 21. listopadu 2006 | Terry Gilliam                           | americký filmový režisér a výtvarník |
| 265    | 23. listopadu 2006 | Lenka Reinerová                         | česká německy píšící spisovatelka, překladatelka, novinářka |
| 266    | 30. listopadu 2006 | Jiří Korn                               | český muzikálový a popový zpěvák, baskytarista, tanečník, moderátor a herec |
| 267    | 7. prosince 2006   | Charles-Philippe d'Orléans              | francouzský královský princ z rodu Bourbon-Orléans a emeritní 49 velmistr orleánské obedience Vojenského a špitálního řádu svatého Lazara Jeruzalémského |
| 268    | 14. prosince 2006  | Vojtěch Cepl                            | český právník a vysokoškolský pedagog |
| 269    | 21. prosince 2006  | Michal Gabriel                          | český sochař a vysokoškolský učitel, bývalý děkan Fakulty výtvarných umění VUT v Brně |
| 270    | 28. prosince 2006  | Martin Komárek                          | český novinář |
| 271    | 5. ledna 2007      | Tommy Emmanuel                          | australský kytarista, který je po světě proslulý hlavně díky svému komplexnímu fingerpicking stylu, energickému vystupování a používání perkusivního způsobu hry na kytaru |
| 272    | 12. ledna 2007     | Milan Kňažko                            | slovenský herec, od počátku 90 let politik, spoluzakladatel VPN a HZD |
| 273    | 19. ledna 2007     | Olga Fikotová                           | americká sportovkyně českého původu, atletka-diskařka, mistryně Československa, československá rekordmanka a olympijská vítězka z roku 1956 |
| 274    | 2. února 2007      | Pavel Neužil                            | český divadelní, filmový a televizní herec a komik V roce 2003 vystudoval činoherní herectví na Divadelní fakultě Janáčkovy akademie múzických umění v Brně |
| 275    | 9. února 2007      | Josef Váňa                              | český dostihový jezdec, chovatel a trenér, politik, od září 2024 poslanec Poslanecké sněmovny PČR, od roku 2016 zastupitel Karlovarského kraje, od roku 2002 místostarosta města Chyše na Karlovarsku                                                                                               |
| 276    | 16. února 2007     | Emil Viklický                           | český jazzový pianista a hudební skladatel |
| 277    | 23. února 2007     | Michael Cunningham                      | americký romanopisec a scenárista |
| 278    | 2. března 2007     | Miloš Vainer                            | český podnikatel, světoznámý odborník na diamanty |
| 279    | 9. března 2007     | Daria Klimentová                        | česká taneční pedagožka, bývalá tanečnice a fotografka |
| 280    | 16. března 2007    | Na plovárně... the best of              | |
| 281    | 23. března 2007    | Jiří Anderle                            | český akademický malíř, grafik, ilustrátor, hudebník, spisovatel, sběratel |
| 282    | 30. března 2007    | Karel Smyczek                           | český režisér, scenárista a herec |
| 283    | 6. dubna 2007      | Eduard Zvěřina                          | český neurochirurg |
| 284    | 13. dubna 2007     | Pavel Brázda                            | český výtvarník |
| 285    | 23. dubna 2007     | Otakar Motejl                           | český právník a politik, první předseda Nejvyššího soudu ČR a první český veřejný ochránce práv |
| 286    | 30. dubna 2007     | Dušan Třeštík                           | český historik a publicista |
| 287    | 4. května 2007     | Pavel Grof                              | kanadský psychiatr českého původu |
| 288    | 11. května 2007    | Radim Hladík                            | český rockový kytarista, skladatel, producent a pedagog |
| 289    | 18. května 2007    | Dimitrij Slonim                         | český virolog a imunolog |
| 290    | 25. května 2007    | Vint Cerf                               | americký informatik, který je označován za „otce internetu“ |
| 292    | 8. června 2007     | Daniela Kolářová                        | česká herečka a bývalá politička V sedmdesátých a osmdesátých letech 20 |
| 291    | 1. června 2007     | Zdeněk Havlas                           | český chemik, bývalý ředitel Ústavu organické chemie a biochemie AV ČR , který se specializuje na kvantovou a výpočetní chemii, strukturu a dynamiku molekulových a biomolekulových systémů a také na vodíkovou a nepravou vodíkovou vazbu                                                          |
| 292    | 15. června 2007    | Eva Eislerová                           | česká šperkařka, designérka a vysokoškolská pedagožka světového významu a renomé |
| 293    | 22. června 2007    | Ester Kočičková                         | česká komička, zpěvačka, textařka a moderátorka |
| 294    | 29. června 2007    | Wilbur Smith                            | anglicky píšící autor dobrodružných románů |
| 295    | 9. září 2007       | Marie Rottrová                          | česká zpěvačka, klavíristka, hudební skladatelka, textařka a moderátorka |
| 296    | 16. září 2007      | Jiří Straus                             | český kriminalista |
| 297    | 30. září 2007      | Ctibor Turba                            | český herec nonverbálního divadla, mim, scenárista, pedagog a režisér |
| 298    | 7. října 2007      | Barry Mason                             | anglický profesionální fotbalový trenér a bývalý fotbalový záložník |
| 299    | 14. října 2007     | Gidon Kremer                            | lotyšský houslista a dirigent |
| 300    | 21. října 2007     | Edgar Lawrence Doctorow                 | americký spisovatel |
| 301    | 11. listopadu 2007 | Alia Al Hussein Al Salem                | jordánská princezna |
| 302    | 18. listopadu 2007 | Ricky Skaggs                            | americký bluegrassový zpěvák a multiinstrumentalista |
| 303    | 25. listopadu 2007 | Thomas M. Messer                        | americký dlouholetý ředitel newyorského Guggenheimova muzea českého původu |
| 304    | 2. prosince 2007   | Adolf Burger                            | britský bluesový zpěvák, kytarista, hráč na klávesy a harmoniku |
| 305    | 9. prosince 2007   | Karel Steigerwald                       | český dramatik, scenárista a novinář |
| 306    | 16. prosince 2007  | John Mayall                             | britský bluesový zpěvák, kytarista, hráč na klávesy a harmoniku |
| 307    | 17. prosince 2007  | Genesis                                 | klávesista Tony Banks, kytarista Mike Rutherford a bubeník a zpěvák Phill Collins |
| 308    | 30. prosince 2007  | Michael McCartney                       | anglický hudebník, zpěvák, skladatel a producent, který se proslavil jako zpěvák a baskytarista skupiny The Beatles |
| 309    | 6. ledna 2008      | František Němec                         | český herec |
| 310    | 20. ledna 2008     | Hana Maciuchová                         | česká herečka a pedagožka, partnerka českého herce Jiřího Adamíry |
| 311    | 27. ledna 2008     | Ferdinand Stočes                        | český překladatel čínské poezie |
| 312    | 3. února 2008      | Béla Fleck                              | americký hráč na banjo a hudební skladatel |
| 313    | 10. února 2008     | Zdeněk Lukeš                            | český architekt, historik architektury, odborný publicista a vysokoškolský pedagog |
| 314    | 17. února 2008     | Františka Garlíková                     | česká podnikatelka |
| 315    | 24. února 2008     | Jiří Městecký                           | americký vědec českého původu |
| 316    | 28. února 2008     | Rudolf Pellar                           | český herec, překladatel, zpěvák, moderátor, šansoniér a hudební pedagog, manžel Luby Pellarové a švagr Jiřího Kárneta |
| 317    | 2. března 2008     | Barbara Maria Willi                     | česko-německá cembalistka, varhanice a specialistka na kladívkový klavír |
| 318    | 16. března 2008    | Vilém Kraus                             | český znalec vín |
| 319    | 23. března 2008    | Eliška Fučíková                         | česká historička umění, specializující se na malířství, kresbu a grafiku rudolfinského manýrismu, problematiku památkové péče a restaurování |
| 320    | 30. března 2008    | Vladimír Smékal                         | český psycholog, který působí jako emeritní profesor Masarykovy univerzity |
| 321    | 6. dubna 2008      | Josef Rakoncaj                          | jeden z nejúspěšnějších českých horolezců, trenér horolezectví, autor knih o horolezectví a podnikatel v oblasti speciálního oblečení a vybavení pro trekking a horolezecké výpravy |
| 322    | 13. dubna 2008     | Daniel Frynta                           | český zoolog |
| 323    | 20. dubna 2008     | Jiří Harcuba                            | český sklářský výtvarník, glyptik, medailér a pedagog VŠUP, za komunistické normalizace politický vězeň, po roce 1982 pedagog na několika amerických a britských univerzitách, v letech 1991–1994 rektor VŠUP, zakladatel ryteckých škol v Corningu a Pilchucku a mezinárodní školy Dominika Bimana |
| 324    | 27. dubna 2008     | Barbora Špotáková                       | česká sportovní funkcionářka, členka armádního sportovního centra Dukly Praha a bývalá atletka závodící v hodu oštěpem |
| 325    | 18. května 2008    | Radek Baborák                           | český hornista, žák hornisty a pedagoga Bedřicha Tylšara a vítěz mnoha mezinárodních interpretačních soutěží |
| 326    | 25. května 2008    | Helena Rašková                          | česká farmakoložka |
| 327    | 1. června 2008     | Jan Antonín Pitínský                    | český básník, spisovatel, dramatik a divadelní režisér |
| 328    | 8. června 2008     | Roman Šebrle                            | český televizní moderátor, bývalý atletický vícebojař a olympijský vítěz v desetiboji z roku 2004 Jako první překonal v desetiboji bájnou hranici 9000 bodů podle aktuálních bodovacích tabulek |
| 329    | 15. června 2008    | Pavel Steidl                            | český kytarista |
| 330    | 22. června 2008    | Patrick Moore                           | britský amatérský astronom, který v astronomii dosáhl významného postavení jako spisovatel, badatel a rozhlasový a televizní moderátor |
| 331    | 6. července 2008   | Danny DeVito                            | americký herec, režisér a na Oscara nominovaný filmový producent známý pro svou malou postavu |
| 332    | 15. července 2008  | Cybill Shepherdová                      | americká herečka, zpěvačka a bývalá modelka |
| 333    | 7. září 2008       | Victor Bailey                           | americký baskytarista |
| 334    | 14. září 2008      | Zora Šemberová                          | česká tanečnice, taneční pedagožka , choreografka , zakladatelka a umělecká vedoucí souboru Australian Mime Theatre |
| 335    | 21. září 2008      | Frank Wildhorn                          | americký hudební skladatel, autorem muzikálu Carmen |
| 336    | 28. září 2008      | Ladislav Smoček                         | český spisovatel, dramatik a divadelní režisér |
| 337    | 5. října 2008      | Michael Kaiser                          | americký prezident Kennedyho centra ve Washingtonu |
| 338    | 12. října 2008     | Ondrej Páleník                          | bývalý český vysoký vojenský důstojník a armádní úředník, v letech 2007 až 2012 řídil Vojenské zpravodajství a v letech 2012 až 2014 byl předsedou Správy státních hmotných rezerv |
| 339    | 19. října 2008     | Edita Gruberová                         | slovenská operní pěvkyně |
| 340    | 26. října 2008     | John McLaughlin                         | anglický kytarista a skladatel hudebního stylu jazz fusion |
| 341    | 2. listopadu 2008  | Raymond Ceulemans                       | belgický hráč biliáru |
| 342    | 16. listopadu 2008 | Bobby McFerrin                          | americký jazzový a capella zpěvák, skladatel a dirigent |
| 343    | 23. listopadu 2008 | Armin Mueller-Stahl                     | německý filmový herec, hudebník, malíř a spisovatel |
| 344    | 30. listopadu 2008 | Wayne Shorter                           | americký jazzový saxofonista a skladatel, často označovaný za jednoho z nejdůležitějších amerických jazzových hudebníků své generace |
| 345    | 7. prosince 2008   | Carl Lewis                              | americký atlet, jeden z nejznámějších a nejúspěšnějších atletů historie |
| 346    | 14. prosince 2008  | Michael McClure                         | americký básník a dramatik |
| 347    | 21. prosince 2008  | Ernie Els                               | jihoafrický golfista |
| 348    | 28. prosince 2008  | Vilmos Zsigmond                         | americký oscarový kameraman maďarského původu |
| 349    | 4. ledna 2009      | Charlotta Kotíková                      | česko-americká hlavní kurátorka brooklynského muzea výtvarného umění v New Yorku |
| 350    | 11. ledna 2009     | Christopher Lee                         | britský herec |
| 351    | 18. ledna 2009     | Ivan Mráz                               | český fotbalový reprezentant |
| 352    | 25. ledna 2009     | Paul Mazursky                           | americký režisér a herec |
| 353    | 8. února 2009      | Bruno Schreiber                         | švýcarsko-český chemik a spisovatel, sběratel skla a mecenáš |
| 354    | 15. února 2009     | Peter Greenaway                         | britský režisér |
| 355    | 22. února 2009     | Ruth Bondyová                           | izraelská publicistka a překladatelka českého původu |
| 356    | 8. března 2009     | Pete Sampras                            | americký tenista |
| 357    | 22. března 2009    | Václav Sůra                             | český cestovatel, účastník několika polárních expedic |
| 358    | 5. dubna 2009      | Pavel Oliva                             | český odborník na dějiny starověku |
| 359    | 12. dubna 2009     | František Lízna                         | český katolický kněz a jezuita |
| 360    | 19. dubna 2009     | Ivan Trojan                             | český herec |
| 361    | 24. dubna 2009     | Ivan Vyskočil                           | český pedagog herectví a psycholog |
| 362    | 26. dubna 2009     | Ivana Trumpová                          | americká podnikatelka českého původu |
| 363    | 17. května 2009    | Eva Jiřičná                             | česká architektka |
| 364    | 24. května 2009    | Jindřich Štreit                         | český fotograf a pedagog |
| 365    | 14. června 2009    | František Mertl                         | český malíř |
| 366    | 21. června 2009    | Richard Schönborn                       | světový tenisový expert |
| 367    | 26. července 2009  | Jan Heller                              | český religionista a biblista |
| 368    | 2. srpna 2009      | Jiří Lábus                              | český herec |
| 369    | 6. září 2009       | Jiří Ježek                              | český paralympijský vítěz a mistr světa v cyklistice |
| 370    | 13. září 2009      | Hana Whitton                            | česká spisovatelka a překladatelka žijící v Anglii |
| 371    | 20. září 2009      | Karel Šíp                               | český moderátor a textař |
| 372    | 27. září 2009      | Jana Henych                             | šeská závodnice se psím spřežením |
| 373    | 4. října 2009      | Antonín Huvar                           | český římskokatolický duchovní, papežský prelát, bývalý politický vězeň |
| 374    | 18. října 2009     | Usain Bolt                              | jamajský sprinter |
| 375    | 25. října 2009     | Paul Schrader                           | americký herec, režisér, scenárista a producent |
| 376    | 1. listopadu 2009  | Antonio Banderas                        | španělský herec |
| 377    | 8. listopadu 2009  | B. B. King                              | americký bluesový kytarista, zpěvák a skladatel |
| 378    | 15. listopadu 2009 | John Malkovich                          | americký herec, režisér a producent |
| 379    | 22. listopadu 2009 | Paul Potts                              | britský zpěvák, vítěz první série soutěže Britain's Got Talent |
| 380    | 29. listopadu 2009 | Quincy Jones – 1. část                  | americký producent |
| 381    | 6. prosince 2009   | Quincy Jones – 2. část                  | americký producent |
| 382    | 13. prosince 2009  | Charlie McCoy                           | americký hráč na foukací harmoniku |
| 383    | 20. prosince 2009  | Karel Lewit                             | český neurolog a ortoped, spoluzakladatel české rehabilitace |
| 384    | 27. prosince 2009  | Amos Oz                                 | izraelský spisovatel |
| 385    | 3. ledna 2010      | Zdeněk Mařatka                          | český lékař, zakladatel české gastroenterologie |
| 386    | 10. ledna 2010     | Sébastien Loeb                          | francouzský jezdec rallye, šestinásobný mistr světa |
| 387    | 17. ledna 2010     | Jacques Rupnik                          | francouzský politolog a historik |
| 389    | 24. ledna 2010     | Boris Becker a Stefan Edberg            | legendy světového tenisu |
| 390    | 31. ledna 2010     | Apa Šerpa a Dawa Šerpa                  | nepálští šerpové |
| 391    | 7. února 2010      | Miroslav Jindra                         | český překladatel anglosaské literatury |
| 392    | 7. března 2010     | Slavomil Hubálek                        | český psycholog |
| 393    | 14. března 2010    | Jiří Srnec                              | český divadelní režisér a výtvarník, zakladatel Černého divadla |
| 394    | 21. března 2010    | Marie Svatošová                         | česká lékařka, zakladatelka českého hospicového hnutí |
| 395    | 28. března 2010    | Petr Zelenka                            | český režisér, dramatik a scenárista |
| 396    | 4. dubna 2010      | Jan Petránek                            | český publicista |
| 397    | 11. dubna 2010     | Tomáš Sedláček                          | český armádní generál, veterán 2. světové války a politický vězeň |
| 398    | 18. dubna 2010     | Jiří Barta                              | český režisér, výtvarník a animátor |
| 399    | 25. dubna 2010     | Jan Kukal                               | český tenisový trenér, bývalý československý reprezentant |
| 400    | 2. května 2010     | Leo Pavlát                              | český novinář, spisovatel a diplomat, ředitel Židovského muzea v Praze |
| 401    | 28. května 2010    | Richard Bona                            | americký hudebník kamerunského původu |
| 402    | 30. května 2010    | Pavel Stodůlka                          | český oční chirurg |
| 403    | 6. června 2010     | Zuzana Kronerová                        | slovenská herečka |
| 404    | 13. června 2010    | Alan Parsons                            | britský zvukař a skladatel |
| 405    | 20. června 2010    | Ivan Zachariáš                          | český režisér reklam |
| 406    | 27. června 2010    | Jan Svěrák                              | český režisér a scenárista |
| 407    | 12. září 2010      | Carl Djerassi                           | americký chemik, prozaik a dramatik |
| 408    | 19. září 2010      | Tony Levin                              | americký baskytarista |
| 409    | 26. září 2010      | Miroslav Krobot                         | český divadelní režisér |
| 410    | 3. října 2010      | Kateřina Englichová                     | česká harfenistka |
| 411    | 10. října 2010     | George Duke                             | americký jazzový hudebník |
| 412    | 17. října 2010     | Ivan Lendl                              | český tenista, držitel osmi grandslamových titulů |
| 413    | 24. října 2010     | Charles Olivieri-Munroe                 | kanadský dirigent |
| 414    | 31. října 2010     | Jools Holland                           | anglický pianista a moderátor |
| 415    | 7. listopadu 2010  | Robert Kiyosaki                         | americký podnikatel, investor a spisovatel |
| 416    | 14. listopadu 2010 | André Previn                            | americký klavírista, dirigent, aranžér a hudební skladatel |
| 417    | 21. listopadu 2010 | Thelma Schoonmaker                      | americká filmová střihačka, držitelka tří Oscarů |
| 418    | 28. listopadu 2010 | Pavel Pafko                             | český chirurg |
| 419    | 5. prosince 2010   | Nicola Benedetti                        | skotská houslistka |
| 420    | 12. prosince 2010  | Iva Janžurová                           | česká populární herečka |
| 421    | 19. prosince 2010  | Raymond Moody                           | americký filozof a psychiatr |
| 422    | 2. ledna 2011      | Petr Novotný                            | český moderátor |
| 423    | 9. ledna 2011      | Björn Borg                              | švédský tenista |
| 424    | 16. ledna 2011     | Avraham B. Jehošua                      | izraelský spisovatel |
| 425    | 23. ledna 2011     | Radek Jaroš                             | český horolezec |
| 426    | 30. ledna 2011     | Petr Skoumal                            | český hudební skladatel |
| 427    | 6. února 2011      | Andrej Šumbera                          | český akademický sochař, restaurátor a fotograf |
| 428    | 13. února 2011     | Michael Cleveland                       | americký bluegrassový houslista |
| 429    | 20. února 2011     | Jaroslav Malina                         | český antropolog, archeolog a spisovatel |
| 430    | 27. února 2011     | Miloslav Vlk                            | český duchovní a teolog, kardinál a bývalý primas český |
| 431    | 6. března 2011     | Maxim Velčovský                         | český designér |
| 432    | 13. března 2011    | Barbora Hrzánová a Radek Holub          | česká manželská herecká dvojice |
| 433    | 20. března 2011    | Jan Dungel                              | český biolog, malíř a cestovatel |
| 434    | 27. března 2011    | Petr Robejšek                           | český analytik a poradce pro strategické otázky |
| 435    | 3. dubna 2011      | Jozef Bednárik                          | slovenský režisér a choreograf |
| 436    | 10. dubna 2011     | Kateřina Bittmanová                     | česká lékařka |
| 437    | 17. dubna 2011     | Mike Marshall a Caterina Lichtenbergová | světoví mandolinisté |
| 438    | 24. dubna 2011     | Terry Pratchett                         | britský spisovatel |
| 439    | 1. května 2011     | Jana Štěpánková                         | česká herečka |
| 440    | 8. května 2011     | Karel Hvížďala                          | český novinář, dramatik a spisovatel |
| 441    | 15. května 2011    | Tomáš Rousek                            | český designér a architekt |
| 442    | 22. května 2011    | Mark Podwal                             | americký spisovatel a výtvarník |
| 443    | 29. května 2011    | Pavlína Filipovská                      | česká herečka, zpěvačka a konferenciérka |
| 444    | 5. června 2011     | Jiří Holeček                            | bývalý československý hokejový brankář |
| 445    | 12. června 2011    | Jan Gehl                                | dánský architekt a profesor urbanismu |
| 446    | 19. června 2011    | Vicki Genfanová                         | americká kytaristka |
| 447    | 26. června 2011    | Milan Šamánek                           | český dětský kardiolog |
| 448    | 3. července 2011   | Věra Šašková a Václav Šašek             | čeští scenáristé |
| 449    | 11. září 2011      | Per Gessle                              | švédský popový skladatel, zpěvák a kytarista, frontman skupiny Roxette |
| 450    | 18. září 2011      | Petr Hlaváček                           | zlínský obuvnický expert |
| 451    | 25. září 2011      | Judi Denchová                           | britská filmová a divadelní herečka |
| 452    | 9. října 2011      | Cecilia Bartoli                         | italská mezzosopranistka |
| 453    | 16. října 2011     | David Coulthard                         | skotský automobilový závodník, bývalý pilot Formule 1 |
| 454    | 23. října 2011     | Dee Dee Bridgewater                     | americká jazzová zpěvačka |
| 455    | 30. října 2011     | Dominic Miller                          | britský rockový kytarista |
| 456    | 6. listopadu 2011  | Bohdan Pomahač                          | český plastický chirurg působící v USA |
| 457    | 13. listopadu 2011 | Michael Reynolds                        | americký "architekt odpadu" |
| 458    | 20. listopadu 2011 | Pavel Nedvěd                            | český bývalý nejlepší fotbalista Evropy |
| 459    | 27. listopadu 2011 | Gideon Bachman                          | americký filmový teoretik a publicista |
| 460    | 4. prosince 2011   | David Morse                             | americký televizní a filmový herec |
| 461    | 11. prosince 2011  | Goran Bregović                          | balkánský skladatel a producent |
| 462    | 8. ledna 2012      | John Kander                             | americký autor slavných světových muzikálů |
| 463    | 15. ledna 2012     | Dilhan C. Fernando                      | odborník na čaj |
| 464    | 22. ledna 2012     | Jan Konopásek                           | český saxofonista žijící ve Spojených státech |
| 465    | 29. ledna 2012     | Josef Průša                             | český technický vývojář |
| 466    | 5. února 2012      | David LaChapelle                        | americký fotograf a videoumělec |
| 467    | 12. února 2012     | Kruger Brothers                         | švýcarští bluegrassoví hudebníci |
| 468    | 19. února 2012     | Miguel Ángel Jiménez                    | španělský golfista |
| 469    | 26. února 2012     | Ondřej Smeykal                          | český hráč na didgeridoo |
| 470    | 4. března 2012     | Petr Rudolf Manoušek                    | český zvonař |
| 471    | 18. března 2012    | Stanislav Bernard                       | český podnikatel |
| 472    | 25. března 2012    | Rudi Ekkart                             | nizozemský historik umění, ředitel Národního ústavu pro dějiny umění v Haagu |
| 473    | 1. dubna 2012      | Vlasta Redl                             | český folk-rockový písničkář |
| 474    | 8. dubna 2012      | Karol Sidon                             | český spisovatel a vrchní zemský rabín |
| 475    | 15. dubna 2012     | Jiří Presl                              | český vedoucí lékař Centra metadonové substituce Drop In |
| 476    | 22. dubna 2012     | Ondřej Vetchý                           | český populární herec |
| 477    | 29. dubna 2012     | Jaroslav Hřebík                         | český fotbalový trenér |
| 478    | 6. května 2012     | Ondřej Havelka                          | český režisér, herec, zpěvák a tanečník |
| 479    | 13. května 2012    | Anja Ševčik                             | česká kurátorka Národní galerie v Praze |
| 480    | 20. května 2012    | Petr Janda                              | český rockový zpěvák, skladatel a kytarista |
| 481    | 3. června 2012     | Lang Lang                               | čínský klavírista |
| 482    | 10. června 2012    | Dianne Reeves                           | americká jazzová vokalistka, čtyřnásobná držitelka ceny Grammy |
| 483    | 17. června 2012    | Christopher Paolini                     | americký spisovatel |
| 484    | 24. června 2012    | Andreas Bitesnich                       | rakouský fotograf |
| 485    | 1. července 2012   | Kiera Chaplinová                        | britská herečka a modelka, vnučka legendárního komika |
| 486    | 9. září 2012       | Randy Brecker                           | americký trumpetista |
| 487    | 16. září 2012      | Jana Hlaváčová a Luděk Munzar           | česká herecká manželská dvojice |
| 488    | 23. září 2012      | Ohlédnutí za tím nejlepším I.           | |
| 489    | 30. září 2012      | Lumír Ondřej Hanuš                      | český chemik, profesor hebrejské univerzity v Jeruzalémě |
| 490    | 7. října 2012      | Me'ir Šalev                             | izraelský spisovatel |
| 491    | 14. října 2012     | Christopher Hogwood                     | britský dirigent |
| 492    | 21. října 2012     | Paul Odette                             | americký loutnista |
| 493    | 4. listopadu 2012  | Ladislav Helge                          | český filmový režisér |
| 494    | 11. listopadu 2012 | Peter Tremayne                          | britský spisovatel, autor historických detektivek |
| 495    | 18. listopadu 2012 | Alex Washburn                           | americký architekt, hlavní designér územního plánování New Yorku |
| 496    | 25. listopadu 2012 | István Szabó                            | maďarský filmový režisér |
| 497    | 2. prosince 2012   | Aimee Mullinsová                        | americká topmodelka, herečka a paralympijská sportovkyně |
| 498    | 9. prosince 2012   | Jan Baptista Špidlen                    | český houslař, pokračovatel proslulého českého rodu houslařů |
| 499    | 16. prosince 2012  | Božena Brodská                          | česká taneční pedagožka |
| 500    | 23. prosince 2012  | Bob Helekia Ogola                       | keňský evangelický farář |
| 501    | 30. prosince 2012  | Gabriela Osvaldová                      | česká herečka a textařka |
| 502    | 6. ledna 2013      | Jiří Fajt                               | český historik umění |
| 503    | 13. ledna 2013     | Petr Šabach                             | český spisovatel |
| 504    | 20. ledna 2013     | Pinchas Zukerman                        | izraelský houslista a dirigent |
| 505    | 27. ledna 2013     | Marek Vácha                             | český kněz, přírodovědec, pedagog a spisovatel |
| 506    | 3. února 2013      | Josef Chuchma                           | český novinář a kritik |
| 507    | 10. února 2013     | Zakir Hussain                           | indický hudebník, hráč na tabla |
| 508    | 17. února 2013     | Olga Sommerová                          | česká filmová dokumentaristka |
| 509    | 24. února 2013     | František Ringo Čech                    | český všestranný umělec |
| 510    | 3. března 2013     | Tomáš Jungwirth                         | český vědec |
| 511    | 17. března 2013    | Milan Hein                              | český herec a moderátor, ředitel Divadla Ungelt |
| 512    | 24. března 2013    | Jana Hlaváčová a Luděk Munzar           | čeští herci, manželé |
| 513    | 1. dubna 2013      | Tomáš Špidlík                           | český kněz a jezuita |
| 514    | 7. dubna 2013      | Julius Lukeš                            | český biolog |
| 515    | 14. dubna 2013     | Jaroslav Flegr                          | český parazitolog a evoluční biolog |
| 516    | 21. dubna 2013     | Emília Vášáryová                        | slovenská herečka |
| 517    | 28. dubna 2013     | Miroslav Bárta                          | český egyptolog a archeolog |
| 518    | 5. května 2013     | Petr Kostka a Carmen Mayerová           | česká manželská herecká dvojice |
| 519    | 12. května 2013    | Gregory Porter                          | americký jazzový zpěvák |
| 520    | 19. května 2013    | Ladislav Vízek                          | český fotbalový internacionál |
| 521    | 26. května 2013    | Bill Keith                              | americký hráč na pětistrunné banjo |
| 522    | 2. června 2013     | Štěpán Mareš                            | český kreslíř komiksů a karikaturista |
| 523    | 9. června 2013     | Benjamin Fragner                        | český historik architektury |
| 524    | 16. června 2013    | Richard Lester                          | britský režisér |
| 525    | 23. června 2013    | Frank Gambale                           | australský jazzový kytarista |
| 526    | 15. září 2013      | Miroslav Černošek                       | český sportovní manažer |
| 527    | 22. září 2013      | Radvan Bahbouh                          | český psycholog, lékař, matematik a kouč |
| 528    | 29. září 2013      | Igor Luther                             | slovenský kameraman |
| 529    | 13. října 2013     | Jiří Dědeček                            | český písničkář a básník, předseda českého centra PEN klubu |
| 530    | 20. října 2013     | Tomáš Sedláček                          | český ekonom a vysokoškolský pedagog |
| 531    | 27. října 2013     | Garrick Ohlsson                         | americký klavírista |
| 532    | 3. listopadu 2013  | Andy Lass                               | americký profesor kulturní antropologie |
| 533    | 10. listopadu 2013 | Jerry Schatzberg                        | americký fotograf a režisér |
| 534    | 24. listopadu 2013 | Jindřich Mann                           | česko-německý filmař a spisovatel |
| 535    | 1. prosince 2013   | Bob Beamon                              | americký atlet |
| 536    | 8. prosince 2013   | Oliver Stone                            | americký režisér, producent a scenárista |
| 537    | 15. prosince 2013  | Miroslav Lidinský                       | český policista a politik, člen speciální jednotky SOG v Afghánistánu |
| 538    | 22. prosince 2013  | Joan Baez                               | americká folková zpěvačka |
| 539    | 29. prosince 2013  | Michel Gondry                           | francouzský režisér, scenárista a producent |
| 540    | 26. února 2014     | Joe Satriani                            | americký rockový kytarista |
| 541    | 5. března 2014     | Jiří Sádlo                              | český rostlinný sociolog, biolog a přírodovědec |
| 542    | 12. března 2014    | Fabio Luisi                             | italský dirigent |
| 543    | 19. března 2014    | Naděžda Sobotková                       | česká baletka |
| 544    | 26. března 2014    | Joe Bonamassa                           | americký blues-rockový kytarista a zpěvák |
| 545    | 2. dubna 2014      | Paul Gravett                            | britský novinář, kurátor, spisovatel a moderátor, znalec komiksů |
| 546    | 9. dubna 2014      | Jan Zrzavý                              | český biolog |
| 547    | 16. dubna 2014     | Laurence Juber                          | britský kytarista a skladatel |
| 548    | 23. dubna 2014     | Dan Brown                               | americký spisovatel |
| 549    | 30. dubna 2014     | Petr Nováček                            | český novinář, historik a komentátor |
| 580    | 7. května 2014     | Christopher Lambert                     | francouzský hollywoodský herec |
| 581    | 14. května 2014    | Phill Brown                             | britský hudební producent |
| 582    | 21. května 2014    | Tim Burton                              | americký filmový režisér, scenárista, básník, spisovatel a filmový výtvarník |
| 583    | 28. května 2014    | Danny Elfman                            | americký zpěvák a skladatel filmové hudby |
| 584    | 4. června 2014     | Hélène Grimaudová                       | francouzská klavíristka |
| 585    | 11. června 2014    | Jan Říha                                | český nevidomý horolezec |
| 586    | 18. června 2014    | Josef Špelda                            | český kameraman |
| 587    | 25. června 2014    | František Šmahel                        | český historik |
| 588    | 3. září 2014       | Jiří Bubeníček a Otto Bubeníček         | čeští tanečníci |
| 589    | 10. září 2014      | Jan Bárta                               | český violoncellista |
| 590    | 17. září 2014      | Ludvík Pinc                             | český profesionální psovod a kynolog |
| 591    | 1. října 2014      | Marek Špinka                            | český biolog |
| 592    | 15. října 2014     | Jan Hasenöhrl                           | český trumpetista a zakladatel Českého národního symfonického orchestru |
| 593    | 22. října 2014     | Trilog Gurtu                            | indický perkusista |
| 594    | 29. října 2014     | Robert Kvaček                           | český historik |
| 595    | 5. listopadu 2014  | Howard Levy                             | americký hráč na foukací harmoniku, klavírista a skladatel |
| 596    | 12. listopadu 2014 | David Rubinger                          | izraelský fotograf |
| 597    | 19. listopadu 2014 | Joe Lovano a John Abercrombie           | američtí jazzoví hudebníci |
| 598    | 26. listopadu 2014 | Michael Carmen Pitt                     | americký herec |
| 599    | 10. prosince 2014  | Steve Golin                             | americký filmový producent |
| 600    | 17. prosince 2014  | William Friedkin                        | americký režisér |
| 601    | 7. ledna 2015      | Laura Dern                              | americká hollywoodská herečka |
| 602    | 14. ledna 2015     | Jim Murray                              | anglický spisovatel a expert na whisky |
| 603    | 21. ledna 2015     | Chris Thile                             | americký hráč na mandolínu |
| 604    | 28. ledna 2015     | Tony Fitzjohn                           | britský ochránce ohrožených afrických zvířat |
| 605    | 4. února 2015      | Steve Reich                             | americký hudební skladatel |
| 606    | 11. února 2015     | Helen Fielding                          | britská spisovatelka |
| 607    | 18. února 2015     | José Carreras                           | španělský tenorista |
| 608    | 25. února 2015     | Nick Bollettieri                        | americký tenisový trenér |
| 609    | 4. března 2015     | Hana Ulrychová a Petr Ulrych            | česká sourozenecká dvojice zpěváků a hudebníků |
| 610    | 11. března 2015    | Hugh Masekela                           | jihoafrický trumpetista a hudebník |
| 611    | 18. března 2015    | Jakub Vágner                            | český rybář a cestovatel |
| 612    | 25. března 2015    | Ondřej Soukup                           | český hudební skladatel |
| 613    | 1. dubna 2015      | Philip Lymbery                          | ředitel Compassion in World Farming |
| 614    | 8. dubna 2015      | Vavřinec Hradílek                       | český kajakář |
| 615    | 22. dubna 2015     | Tomáš Holub                             | český katolický kněz |
| 616    | 29. dubna 2015     | Jiří Smetana                            | česká hudební producent |
| 617    | 6. května 2015     | Jan Klein                               | česko-americký biolog a imunolog |
| 618    | 13. května 2015    | Vlastimil Vondruška                     | český historik, publicista a spisovatel |
| 619    | 20. května 2015    | Gerry Leonard                           | americký skladatel a kytarista |
| 620    | 27. května 2015    | Karel Ježek                             | český neurofyziolog, vedoucí Laboratoře experimentální neurofyziologie |
| 621    | 3. června 2015     | Stanislav Zindulka                      | český herec |
| 622    | 17. června 2015    | Idan Raichel                            | izraelský zpěvák a hudebník |
| 623    | 24. června 2015    | Tomáš Radil                             | český neurolog, vedoucí Katedry psychofyziologie a psychologie |
| 624    | 2. září 2015       | Kim Novak                               | americká hollywoodská herečka |
| 625    | 16. září 2015      | Pavel Kosatík                           | český spisovatel, scenárista a novinář |
| 626    | 23. září 2015      | Alan Rickman                            | britský herec a režisér |
| 627    | 30. září 2015      | Walter Lassally                         | britský kameraman |
| 628    | 7. října 2015      | Kristina Höschlová                      | česká lékařska, cestovatelka a horolezkyně |
| 629    | 14. října 2015     | Charles Moss Duke                       | americký astronaut |
| 630    | 21. října 2015     | Jan Flusser                             | český vědec, ředitel Ústavu teorie informace a automatizace |
| 631    | 4. listopadu 2015  | Daniel Hope                             | britský houslista |
| 632    | 11. listopadu 2015 | Maurice Hennessy                        | zástupce osmé generace výrobců koňaku |
| 633    | 18. listopadu 2015 | Šimon Pánek                             | český politický aktivista a ředitel Člověk v tísni |
| 634    | 25. listopadu 2015 | Pavel Klener                            | český lékař a politik |
| 635    | 2. prosince 2015   | Adam Plachetka                          | český operní pěvec |
| 636    | 9. prosince 2015   | Jón Gnarr                               | islandský komik a starosta Reykjavíku |
| 637    | 3. ledna 2016      | Richard Gere                            | americký filmový herec |
| 638    | 6. ledna 2016      | Bobby Shew, Pat LaBarbera, Steve Smith  | pamětníci Buddy Rich Bigbandu |
| 639    | 13. ledna 2016     | Renata Laxová                           | česká vědkyně a profesorka |
| 640    | 27. ledna 2016     | Jan Trachta                             | český dětský chirurg |
| 641    | 3. února 2016      | George Romero                           | americký hororový režisér a scenárista |
| 642    | 10. února 2016     | Marian Jelínek                          | český hokejový trenér |
| 643    | 17. února 2016     | Ohad Naharin                            | izraelský choreograf současného tance |
| 644    | 24. února 2016     | Blanka Bohdanová                        | česká herečka výtvarnice |
| 645    | 2. března 2016     | Přemysl Krejčiřík                       | český krajinářský architekt a dendrolog |
| 646    | 9. března 2016     | Glen Basner                             | americký filmový producent |
| 647    | 16. března 2016    | Jaroslav Samson Lenk                    | český folkový zpěvák a textař |
| 648    | 23. března 2016    | Ivo Šmoldas                             | český básník a překladatel |
| 649    | 30. března 2016    | Štěpán Rak mladší                       | český paleontolog |
| 650    | 6. dubna 2016      | Jiří Froněk                             | český chirurg, přednosta Kliniky transplantační chirurgie |
| 651    | 13. dubna 2016     | František Miška                         | český herec a divadelní režisér |
| 652    | 20. dubna 2016     | Petr Čornej                             | český historik |
| 653    | 27. dubna 2016     | Alena Vránová                           | česká herečka |
| 654    | 11. května 2016    | Štefan Kocán                            | slovenský operní pěvec |
| 655    | 18. května 2016    | Jan Hrušínský                           | český herec a divadelní ředitel |
| 656    | 25. května 2016    | Ivan Klánský                            | český klavírní virtuos a pedagog |
| 657    | 1. června 2016     | Pavel Zuna                              | český moderátor |
| 658    | 8. června 2016     | Miloslav Druckmüller                    | český vědec, matematik a fotograf |
| 659    | 15. června 2016    | Charles Aznavour                        | francouzský šansoniér |
| 660    | 22. června 2016    | Gustav Oplustil                         | český televizní a rozhlasový scenárista a dramaturg |
| 661    | 7. září 2016       | Karel Štědrý                            | český zpěvák, moderátor a podnikatel |
| 662    | 14. září 2016      | Daniel Brühl                            | německý herec |
| 663    | 21. září 2016      | Peter Morgan                            | britský scenárista a dramatik |
| 664    | 12. říjen 2016     | Mike Reiss                              | americký scenárista a producent |
| 665    | 19. říjen 2016     | František Kinský                        | potomek šlechtického rodu Kinských z Vchynic a Tetova a starosta v Kostelci nad Orlicí |
| 666    | 26. říjen 2016     | Jostein Gaarder                         | norský spisovatel |
| 667    | 9. listopadu 2016  | Karel Pacner                            | český publicista, žurnalista a spisovatel |
| 668    | 16. listopadu 2016 | Marta Skarlandtová                      | česká bývalá televizní hlasatelka, moderátorka, tlumočnice, scenáristka a překladatelka |
| 669    | 23. listopadu 2016 | Willem Dafoe                            | americký filmový a divadelní herec |
| 670    | 30. listopadu 2016 | Lucie                                   | česká hudební skupina |
| 671    | 14. prosince 2016  | Ivan Passer                             | česko-americký filmový scenárista a režisér |

| Pořadí | Datum vysílání | Host                       | Informace o hostovi                                                                       |
| ------ | -------------- | -------------------------- | ----------------------------------------------------------------------------------------- |
| 672    | 4. 1. 2017     | Jean Reno                  | francouzský filmový herec                                                                 |
| 673    | 11. 1. 2017    | Andrew J. Feustel          | americký geofyzik a astronaut                                                             |
| 674    | 18. 1. 2017    | Charlie Kaufman            | americký scenárista a režisér                                                             |
| 675    | 25. 1. 2017    | Martin Šonka               | český akrobatický pilot                                                                   |
| 676    | 1. 2. 2017     | Angelika Cawdor            | česko-britská podnikatelka v zahradnictví, hraběnka, dcera Prokopa IV. hraběte Lažanského |
| 677    | 8. 2. 2017     | Miroslav Bobek             | český spisovatel, novinář a přírodovědec, ředitel pražské zoologické zahrady              |
| 678    | 22. 2. 2017    | Oto Köhler                 | český urolog a operatér z pražské nemocnice Na Homolce                                    |
| 679    | 8. 3. 2017     | Jakub Szántó               | český novinář a reportér                                                                  |
| 680    | 15. 3. 2017    | Jan Prušinovský            | český filmový režisér a scenárista                                                        |
| 681    | 22. 3. 2017    | Tomáš Verner               | český krasobruslař                                                                        |
| 682    | 29. 3. 2017    | Jaroslav Vidlař            | český loutkoherec                                                                         |
| 683    | 5. 4. 2017     | Eva Kröschlová             | česká choreografka a tanečnice                                                            |
| 684    | 12. 4. 2017    | Andrew McKee               | americký akustický kytarista                                                              |
| 685    | 19. 4. 2017    | Petr Pála                  | český tenisový trenér                                                                     |
| 686    | 26. 4. 2017    | Josef Špaček               | český houslista a koncertní mistr České filharmonie                                       |
| 687    | 3. 5. 2017     | Michal Caban a Šimon Caban | čeští choreografové, scénografisté a režiséři                                             |
| 688    | 10. 5. 2017    | Zdeněk Pelc                | český majitel společnosti na výrobu vinylových gramofonových desek                        |
| 689    | 17. 5. 2017    | Luděk Sobota               | český herec a komik                                                                       |
| 690    | 24. 5. 2017    | Peter Suschitzky           | britský kameraman                                                                         |
| 691    | 31. 5. 2017    | Aj Wej-wej                 | čínský výtvarný umělec                                                                    |
| 692    | 7. 6. 2017     | Agnieszka Holland          | polská filmová režisérka a scenáristka                                                    |
| 693    | 14. 6. 2017    | Ivan Kraus                 | český spisovatel, herec a loutkoherec                                                     |
| 694    | 28. 6. 2017    | Andrew Schapiro            | bývalý americký velvyslanec v České republice                                             |
| 695    | 13. 9. 2017    | Rostislav Novák            | český herec a principál Cirku La Putyka                                                   |
| 696    | 20. 9. 2017    | Jana Klusáková             | česká novinářka a překladatelka                                                           |
| 697    | 4. 10. 2017    | Pavel Dungl                | český ortoped, přednosta ortopedické kliniky pražské Fakultní nemocnice Bulovka           |
| 698    | 11. 10. 2017   | Jane Goodallová            | anglická bioložka                                                                         |
| 699    | 18. 10. 2017   | Ondřej Pivec               | český jazzman a varhaník                                                                  |
| 700    | 8. 11. 2017    | Ondřej Rybář               | český šéftrenér české biatlonové reprezentace                                             |
| 701    | 15. 11. 2017   | Jan Mattlach               | český filmový střihač                                                                     |
| 702    | 22. 11. 2017   | Lukáš Jabůrek              | český sklářský výtvarník a designér                                                       |
| 703    | 6. 12. 2017    | Dušan Vančura              | český kontrabasista a zpěvák                                                              |
| 704    | 13. 12. 2017   | Leonard Maltin             | americký filmový kritik a historik                                                        |

| Pořadí | Datum vysílání | Host                           | Informace o hostovi                                                                  |
| ------ | -------------- | ------------------------------ | ------------------------------------------------------------------------------------ |
| 705    | 3. 1. 2018     | Vladimír Smutný                | český kameraman a fotograf                                                           |
| 706    | 10. 1. 2018    | James Newton Howard            | americký hollywoodský hudební skladatel                                              |
| 707    | 17. 1. 2018    | David Trávníček                | český sportovní manažer                                                              |
| 708    | 24. 1. 2018    | Duncan Kenworthy               | britský filmový a televizní producent                                                |
| 709    | 31. 1. 2018    | Jaroslav Brůžek                | český přírodovědec a antropolog                                                      |
| 710    | 14. 2. 2018    | Jeremy Renner                  | americký herec a hudebník                                                            |
| 711    | 21. 2. 2018    | Kateřina García                | česko-španělská zpěvačka                                                             |
| 712    | 28. 2. 2018    | Jan Kvasnička                  | český lékař, předseda České společnosti pro trombózu a hemostázu                     |
| 713    | 7. 3. 2018     | Ashrita Furman                 | americký držitel největšího počtu Guinnessových rekordů na světě                     |
| 714    | 14. 3. 2018    | Joe Robinson                   | australský kytarista a zpěvák                                                        |
| 715    | 28. 3. 2018    | Semjon Byčkov                  | americký dirigent sovětského původu, šéfdirigent a hudební ředitel České filharmonie |
| 716    | 11. 4. 2018    | Ohlédnutí za tím nejlepším II. |                                                                                      |
| 717    | 18. 4. 2018    | Alois Fišárek                  | český filmový střihač                                                                |
| 718    | 25. 4. 2018    | Hana Blažíková                 | česka sopranistka a harfenistka                                                      |
| 719    | 2. 5. 2018     | Václav Marhoul                 | český scenárista, režisér, herec a producent                                         |
| 720    | 9. 5. 2018     | William Lobkowicz              | česko-americký potomek šlechtického rodu                                             |
| 721    | 16. 5. 2018    | Petr Neužil                    | český kardiolog, primář kardiologického oddělení pražské Nemocnice Na Homolce        |
| 722    | 23. 5. 2018    | Michal Viewegh                 | český spisovatel                                                                     |
| 723    | 30. 5. 2018    | Angelika Pintířová             | česká řeholnice z řádu Kongregace Milosrdných sester sv. Karla Boromejského          |
| 724    | 6. 6. 2018     | Filip Jícha                    | bývalý český házenkář a reprezentant                                                 |
| 725    | 13. 6. 2018    | Emil Horváth                   | slovenský herec a režisér                                                            |
| 726    | 20. 6. 2018    | Květa Jeriová-Pecková          | bývalá československá reprezentantka v běhu na lyžích                                |
| 727    | 27. 6. 2018    | Juraj Nvota                    | slovenský režisér a herec                                                            |
| 728    | 12. 9. 2018    | Patrik Eliáš                   | bývalý český hokejový útočník                                                        |
| 729    | 19. 9. 2018    | Laco Déczi                     | slovenský jazzový trumpetista                                                        |
| 730    | 26. 9. 2018    | Jiří Pehe                      | český politolog, spisovatel a politický komentátor                                   |
| 731    | 3. 10. 2018    | Ondřej Synek                   | český veslař                                                                         |
| 732    | 10. 10. 2018   | Roman Holý                     | český hudební skladatel, zpěvák a producent                                          |
| 733    | 17. 10. 2018   | Tim Robbins                    | americký herec, scenárista, režisér, producent a muzikant                            |
| 734    | 24. 10. 2018   | Paul Rausnitz                  | česko-americký podnikatel židovského původu                                          |
| 735    | 7. 11. 2018    | Michal Froněk a Jan Němeček    | čeští zakladatelé designérského studia Olgoj Chorchoj                                |
| 736    | 14. 11. 2018   | Robert Lischke                 | špičkový český odborník v hrudní chirurgii                                           |
| 737    | 21. 11. 2018   | Hadar Galron                   | izraelská dramatička, scenáristka a herečka                                          |
| 738    | 31. 10. 2018   | Jiří Sozanský                  | český sochař, malíř a grafik                                                         |
| 739    | 5. 12. 2018    | Barry Levinson                 | americký filmový režisér, scenárista a herec                                         |
| 740    | 12. 12. 2018   | Milan Reindl                   | český designér stavebnic Lego                                                        |

| Pořadí | Datum vysílání | Host                | Informace o hostovi                                                               |
| ------ | -------------- | ------------------- | --------------------------------------------------------------------------------- |
| 741    | 9. 1. 2019     | Jiří Kylián         | český tanečník a choreograf                                                       |
| 742    | 16. 1. 2019    | Richard Linklater   | americký filmový režisér a scenárista                                             |
| 743    | 23. 1. 2019    | Petr Horáček        | český spisovatel a ilustrátor dětských knih působící ve Spojeném království       |
| 744    | 30. 1. 2019    | John Lesher         | americký filmový producent                                                        |
| 745    | 6. 2. 2019     | Daniel Vávra        | český scenárista a designér počítačových her                                      |
| 746    | 13. 2. 2019    | Dina Štěrbová       | česká horolezkyně                                                                 |
| 747    | 20. 2. 2019    | Irvine Welsh        | skotský spisovatel a scenárista                                                   |
| 748    | 6. 3. 2019     | David Frank         | český akademický malíř, restaurátor výtvarných děl a historických dokumentů       |
| 749    | 13. 3. 2019    | Lída Rakušanová     | česká novinářka a spisovatelka                                                    |
| 750    | 27. 3. 2019    | Dave Weckl          | americký jazzový bubeník                                                          |
| 751    | 3. 4. 2019     | Antonín Procházka   | český herec, dramatik, scenárista a divadelní režisér                             |
| 752    | 10. 4. 2019    | Hana Zagorová       | česká zpěvačka                                                                    |
| 753    | 17. 4. 2019    | David Mareček       | český hudební pedagog, generální ředitel České filharmonie                        |
| 754    | 24. 4. 2019    | Jiřina Šiklová      | česká socioložka a publicistka                                                    |
| 755    | 8. 5. 2019     | Petr Pavel          | český armádní generál, bývalý šéf Vojenského výboru NATO                          |
| 756    | 15. 5. 2019    | Marco Donati        | Italský architekt a designér                                                      |
| 757    | 22. 5. 2019    | Fero Fenič          | český režisér, scenárista a producent                                             |
| 758    | 29. 5. 2019    | Libuše Švormová     | česká herečka                                                                     |
| 759    | 5. 6. 2019     | Ivan Acher          | český hudební skladatel                                                           |
| 760    | 12. 6. 2019    | Doyle Lawson        | americký mandolinista a zpěvák, ikona bluegrassové hudby                          |
| 761    | 19. 6. 2019    | Jan P. Muchow       | český hudebník, skladatel a producent                                             |
| 762    | 26. 6. 2019    | David Svoboda       | český moderní pětibojař, olympijský vítěz                                         |
| 763    | 11. 9. 2019    | Michal Pěchouček    | český odborník na umělou inteligenci                                              |
| 764    | 18. 9. 2019    | Radkin Honzák       | český psychiatr, publicista a vysokoškolský pedagog                               |
| 765    | 25. 9. 2019    | Štefan Margita      | operní pěvec slovenského původu                                                   |
| 766    | 2. 10. 2019    | David Newman        | americký skladatel filmové hudby a dirigent                                       |
| 767    | 9. 10. 2019    | Peter Lipa          | slovenský zpěvák a skladatel                                                      |
| 768    | 16. 10. 2019   | Martin Doktor       | český rychlostní kanoista, dvojnásobný olympijský vítěz                           |
| 769    | 23. 10. 2019   | Ivan Havel          | český vědec, šéfredaktor časopisu Vesmír, bratr bývalého prezidenta Václava Havla |
| 770    | 6. 11. 2019    | Tomáš Satoranský    | český basketbalista                                                               |
| 771    | 13. 11. 2019   | Jáchym Topol        | český básník, prozaik, hudebník a žurnalista                                      |
| 772    | 20. 11. 2019   | Jiří Sopko          | český malíř, grafik a sochař                                                      |
| 773    | 27. 11. 2019   | Petr Vabroušek      | český triatlonista a maratonec                                                    |
| 774    | 4. 12. 2019    | Bille August        | dánský filmový a televizní režisér, kameraman a scenárista                        |
| 775    | 11. 12. 2019   | Jaroslav Satoranský | český herec                                                                       |
| 776    | 18. 12. 2019   | Robert Dornhelm     | rakouský režisér, jenž natočil koprodukční seriál České televize Marie Terezie    |

| Pořadí | Datum vysílání | Host                             | Informace o hostovi |
| ------ | -------------- | -------------------------------- | --- |
| 777    | 8. 1. 2020     | Eva Adamczyková                  | česká olympijská vítězka ve snowboardcrossu                                                                                  |
| 778    | 15. 1. 2020    | Casey Affleck                    | americký herec a režisér, držitel Oscara                                                                                     |
| 779    | 22. 1. 2020    | Adam Gebrian                     | český architekt, teoretik, propagátor a kritik architektury                                                                  |
| 780    | 29. 1. 2020    | Patricia Clarkson                | americká herečka |
| 781    | 5. 2. 2020     | Jaromír Šofr                     | český kameraman a vysokoškolský pedagog                                                                                      |
| 782    | 12. 2. 2020    | Chris Thomas                     | britský producent a hudebník                                                                                                 |
| 783    | 19. 2. 2020    | Martin Vačkář                    | český japanolog a spisovatel                                                                                                 |
| 784    | 26. 2. 2020    | Julianne Moore a Bart Freundlich | americká herečka a její manžel režisér, scenárista a producent                                                               |
| 785    | 4. 3. 2020     | Jiří Havelka                     | český herec, dramatik a režisér                                                                                              |
| 786    | 11. 3. 2020    | Barbara Day                      | britská spisovatelka |
| 787    | 18. 3. 2020    | Jiří Bičák                       | český vědec a fyzik |
| 788    | 25. 3. 2020    | Krištof Kintera                  | český výtvarník |
| 789    | 1. 4. 2020     | Jaroslav Petr                    | český vědec, odborník na biotechnologie a popularizátor vědy                                                                 |
| 790    | 15. 4. 2020    | Radek Štěpánek                   | český tenista |
| 791    | 22. 4. 2020    | Andrés Godoy                     | chilský kytarista |
| 792    | 29. 4. 2020    | Lucie Koldová                    | česká designérka |
| 793    | 6. 5. 2020     | Mikuláš Kroupa                   | český novinář a ředitel organizace Post Bellum                                                                               |
| 794    | 13. 5. 2020    | Emmanuel Villaume                | francouzský dirigent |
| 795    | 20. 5. 2020    | Vladimír Kokolia                 | český malíř, básník a textař                                                                                                 |
| 796    | 17. 6. 2020    | Václav Moravec                   | český moderátor a novinář |
| 797    | 24. 6. 2020    | Kryštof Mucha                    | český producent, výkonný ředitel Mezinárodního filmového festivalu v Karlových Varech                                        |
| 798    | 1. 7. 2020     | Festivalový speciál              | sestřih rozhovorů Marka Ebena se světovými osobnostmi, jež se objevily na Mezinárodním filmovém festivalu v Karlových Varech |
| 799    | 9. 9. 2020     | Jan Konvalinka                   | český biochemik, prorektor Univerzity Karlovy pro vědu a výzkum                                                              |
| 800    | 16. 9. 2020    | Ivo Kahánek                      | český pianista |
| 801    | 30. 9. 2020    | Vladimír Javorský                | český herec |
| 802    | 7. 10. 2020    | Simona Stašová                   | česká herečka |
| 803    | 14. 10. 2020   | Jan Vala                         | český herec a moderátor |
| 804    | 21. 10. 2020   | Vladimír Procházka               | český dramaturg, ředitel Činoherního klubu                                                                                   |
| 805    | 28. 10. 2020   | Martin Jan Stránský              | český lékař a politik |
| 806    | 4. 11. 2020    | Lukáš Krpálek                    | český judista a olympijský vítěz                                                                                             |
| 807    | 11. 11. 2020   | Stanislav Kolíbal                | český sochař, malíř a scénograf                                                                                              |
| 808    | 18. 11. 2020   | Daniel Vaněk                     | český forenzní genetik |
| 809    | 25. 11. 2020   | Karel Oliva                      | český jazykovědec |
| 810    | 2. 12. 2020    | Marie Doležalová a Marek Zelinka | česká herečka a český tanečník, vítězové taneční soutěže StarDance VII                                                       |

| Pořadí | Datum vysílání | Host                             | Informace o hostovi                                                                         |
| ------ | -------------- | -------------------------------- | ------------------------------------------------------------------------------------------- |
| 811    | 6. 1. 2021     | Natália Hejková                  | slovenská basketbalová trenérka                                                             |
| 812    | 13. 1. 2021    | Jiří Friml                       | český profesor biologie                                                                     |
| 813    | 20. 1. 2021    | Zdeněk Ziegler                   | český grafický designér a typograf                                                          |
| 814    | 3. 2. 2021     | Jan Svatoš                       | český fotograf a dokumentarista                                                             |
| 815    | 10. 2. 2021    | Martin Hála                      | český sinolog, zakladatel a ředitel projektu Sinopsis                                       |
| 816    | 17. 2. 2021    | Janoska Ensemble                 | slovenský hudební kvartet                                                                   |
| 817    | 24. 2. 2021    | Do Thu Trang                     | novinářskými cenami ověnčená česká blogerka vietnamského původu                             |
| 818    | 3. 3. 2021     | Bohumil Klepl                    | český herec                                                                                 |
| 819    | 10. 3. 2021    | Jan Rokyta ml.                   | český cimbalista, flétnista, znalec vína a umělecký vedoucí Ensemble Flair                  |
| 820    | 17. 3. 2021    | Marek Holeček                    | český horolezec                                                                             |
| 821    | 24. 3. 2021    | Andrej Barla                     | kameraman a fotograf slovenského původu                                                     |
| 822    | 31. 3. 2021    | Petr Vichnar                     | český sportovní komentátor                                                                  |
| 823    | 7. 4. 2021     | Zdeněk Křenek                    | český básník a vyhlášený nakladatel                                                         |
| 824    | 28. 4. 2021    | Vladislav Borovka                | hobojista České filharmonie                                                                 |
| 825    | 5. 5. 2021     | Pavel Hobza                      | jeden z nejcitovanějších českých vědců                                                      |
| 826    | 12. 5. 2021    | Jiří Pavlica                     | český folklorista, houslista, skladatel a primáš Hradišťanu                                 |
| 827    | 19. 5. 2021    | Zdeněk Hostomský                 | český biochemik, ředitel Ústavu organické chemie a biochemie AV ČR                          |
| 828    | 26. 5. 2021    | Ladislav Lahoda                  | český elitní filmový kaskadér                                                               |
| 829    | 2. 6. 2021     | Petr Slezák                      | český potápěčský instruktor a fotograf                                                      |
| 830    | 9. 6. 2021     | Marek Epstein                    | český scenárista a spisovatel                                                               |
| 831    | 16. 6. 2021    | Jaroslav Čvančara                | český historik, spisovatel, banjista a kapelník skupiny Taxmeni                             |
| 832    | 23. 6. 2021    | Marcia Haydée                    | brazilská primabalerína a choreografka                                                      |
| 833    | 30. 6. 2021    | Jiří Pelcl                       | český architekt, designér, profesor a bývalý rektor Vysoké školy uměleckoprůmyslové v Praze |
| 834    | 8. 9. 2021     | Antonín Panenka                  | český fotbalista                                                                            |
| 835    | 15. 9. 2021    | Ewa Farna                        | česká zpěvačka                                                                              |
| 836    | 29. 9. 2021    | Kateřina Emmons a Matthew Emmons | světově proslulá manželská dvojice sportovních střelců                                      |
| 837    | 6. 10. 2021    | Tomki Němec                      | český fotograf, osobní fotograf prezidenta Václava Havla                                    |
| 838    | 13. 10. 2021   | Olga Walló                       | česká překladatelka, spisovatelka a legendární režisérka dabingu                            |
| 839    | 20. 10. 2021   | Miroslav Barták                  | český karikaturista                                                                         |
| 840    | 28. 10. 2021   | Naďa Konvalinková                | česká herečka                                                                               |
| 841    | 3. 11. 2021    | Ester Ledecká                    | česká olympijská vítězka, snowboardistka a alpská lyžařka                                   |
| 842    | 10. 11. 2021   | Michael Rittstein                | český malíř a pedagog                                                                       |
| 843    | 17. 11. 2021   | Milan Uhde                       | český literát, dramatik a bývalý politik                                                    |
| 844    | 24. 11. 2021   | Karel Černý                      | český historik, přednosta Ústavu dějin lékařství 1. LF UK                                   |
| 845    | 1. 12. 2021    | Markéta Irglová                  | česká zpěvačka, skladatelka a držitelka Oskara                                              |
| 846    | 8. 12. 2021    | Hermína Franková                 | česká spisovatelka a scenáristka                                                            |

| Pořadí | Datum vysílání | Host                    | Informace o hostovi |
| ------ | -------------- | ----------------------- | --- |
| 847    | 5. 1. 2022     | Michael Caine           | anglický herec a spisovatel |
| 848    | 12. 1. 2022    | Erhard Melcher          | německý konstruktér závodních vozů |
| 849    | 19. 1. 2022    | Ethan Hawke             | americký herec, režisér a spisovatel |
| 850    | 26. 1. 2022    | Jan Jirásek             | český skladatel a pedagog |
| 851    | 2. 2. 2022     | Ladislav Gerendáš       | český jazzový trumpetista a herec |
| 852    | 9. 2. 2022     | Marie Drahokoupilová    | česká herečka |
| 853    | 16. 2. 2022    | Jaroslaw Kaminski       | polský filmový střihač |
| 854    | 23. 2. 2022    | Jiří Prskavec           | český slalomář a kajakář |
| 855    | 2. 3. 2022     | Jana Boušková           | česká harfistka |
| 856    | 9. 3. 2022     | Jiří Slíva              | český autor kresleného humoru |
| 857    | 16. 3. 2022    | Ivan Landor             | český lékař, přednosta 1. ortopedické kliniky 1. lékařské fakulty Univerzity Karlovy                                                                        |
| 858    | 23. 3. 2022    | Jan Šmíd                | český novinář a publicista |
| 859    | 30. 3. 2022    | Vladimír Šmicer         | český fotbalový záložník, spolu s Milanem Barošem první český vítěz Ligy mistrů UEFA                                                                        |
| 860    | 6. 4. 2022     | František Novotný       | český scenárista, publicista, básník, textař a odborník na krizovou komunikaci                                                                              |
| 861    | 13. 4. 2022    | Petr Nikl               | český výtvarník, hudebník, spisovatel a jeden z nejoriginálnějších současných umělců                                                                        |
| 862    | 20. 4. 2022    | Josef Kalina            | český navigátor, člen vítězné posádky Karla Lopraise v legendární Rallye Paříž – Dakar                                                                      |
| 863    | 27. 4. 2022    | Inka Vostřezová         | česká překladatelka, tanečnice a choreografka, která kromě tance a choreografie, vynikla jako překladatelka a působila také v diplomatických službách v USA |
| 864    | 4. 5. 2022     | Lída Engelová           | česká divadelní a rozhlasová režisérka, scenáristka a herečka                                                                                               |
| 865    | 18. 5. 2022    | Eliška Balzerová        | česká herečka |
| 866    | 25. 5. 2022    | Zdena a Václav Fleglovi | dlouholeté vůdčí osobnosti Dismanova rozhlasového a divadelního souboru                                                                                     |
| 867    | 1. 6. 2022     | Tomáš Pospěch           | český fotograf, kurátor, historik umění i pedagog |
| 868    | 8. 6. 2022     | Helena Koutná           | česká tlumočnice a překladatelka |
| 869    | 15. 6. 2022    | Aneta Langerová         | česká populární zpěvačka, vítězka televizní soutěže Česko hledá SuperStar                                                                                   |
| 870    | 22. 6. 2022    | David Ondříček          | český režisér a producent |
| 871    | 29. 6. 2022    | Ivan Prokop             | český fotograf a výtvarník |
| 872    | 7. 9. 2022     | Jiří Strach             | český filmový a televizní režisér |
| 873    | 14. 9. 2022    | Josef Blecha            | známý český manažer, který se stal ještě známějším karikaturistou                                                                                           |
| 874    | 21. 9. 2022    | Ivana a Jan Bendovi     | dvojice českých architektů, proslulých svými realizacemi zejména v Číně                                                                                     |
| 875    | 28. 9. 2022    | Jožka Černý             | čerský interpret lidových písní |
| 876    | 5. 10. 2022    | Jamison Ross            | americký jazzový bubeník a zpěvák |
| 877    | 12. 10. 2022   | Rony Plesl              | český sochař, designér, sklářský výtvarník a profesor |
| 878    | 26. 10. 2022   | Mahan Esfahani          | Íránsko-americký cembalista |
| 879    | 2. 11. 2022    | Scott Feinberg          | americký moderátor a reportér |
| 880    | 9. 11. 2022    | Geoffrey Rush           | australský herec |
| 881    | 16. 11. 2022   | Benicio del Toro        | portorický herec a producent |
| 882    | 23. 11. 2022   | Jiří Stivín             | český jazzový muzikant, multiinstrumentalista a skladatel                                                                                                   |
| 883    | 30. 11. 2022   | Iva Hüttnerová          | česká herečka, spisovatelka a výtvarnice |

| Pořadí | Datum vysílání | Host                    | Informace o hostovi |
| ------ | -------------- | ----------------------- | --- |
| 884    | 4. 1. 2023     | Václav Luks             | český dirigent, hornista a rytíř francouzského Řádu za umění a literaturu                                               |
| 885    | 11. 1. 2023    | Miroslav Kemel          | český písničkář a karikaturista                                                                                         |
| 886    | 18. 1. 2023    | Liběna Rochová          | česká profesorka oděvního designu a módní návrhářka                                                                     |
| 887    | 25. 1. 2023    | Federico Díaz           | česko-argentinský konceptuální a multimediální umělec                                                                   |
| 888    | 8. 2. 2023     | Jan Neumann             | prezident Asociace starožitníků ČR                                                                                      |
| 889    | 15. 2. 2023    | Martina Koziar Vašáková | česká lékařka, přednostka Pneumologické kliniky 1. lékařské fakulty Univerzity Karlovy a Fakultní Thomayerovy nemocnice |
| 890    | 22. 2. 2023    | Petra Kvitová           | jedna z nejúspěšnějších tenistek současnosti                                                                            |
| 891    | 1. 3. 2023     | Avišaj Kohen            | izraelský kontrabasista, zpěvák a skladatel                                                                             |
| 892    | 8. 3. 2023     | Eva Hudečková           | česká spisovatelka, herečka a manželka houslového virtuosa Václava Hudečka                                              |
| 893    | 15. 3. 2023    | Pavel Štingl            | český režisér dokumentárních filmů, producent a vysokoškolský pedagog                                                   |
| 894    | 22. 3. 2023    | Vojtěch Bernatský       | český televizní sportovní moderátor                                                                                     |
| 895    | 29. 3. 2023    | Jan Žďárek              | český entomolog |
| 896    | 5. 4. 2023     | Vladimír Guma Kulhánek  | český baskytarista |
| 897    | 12. 4. 2023    | Slávek Janoušek         | český folkový písničkář                                                                                                 |
| 898    | 19. 4. 2023    | Rostislav Čapek         | český výrobce hudebních nástrojů, který se specializuje na banja, mandolíny a příbuzné nástroje                         |
| 899    | 26. 4. 2023    | Martin C. Putna         | český literární historik, publicista, antropolog, zpěvák, a pedagog FHS UK                                              |
| 900    | 3. 5. 2023     | Václav Malý             | český římskokatolický duchovní a pomocný biskup pražský                                                                 |
| 901    | 10. 5. 2023    | Oldřich Janota          | český legendární písničkář, kytarista, zpěvák a experimentální hudebník                                                 |
| 902    | 17. 5. 2023    | Robert Nebřenský        | český herec, zpěvák, kytarista a autor legendárních původních skladeb hudební skupiny Vltava                            |
| 903    | 24. 5. 2023    | Zuzana Stivínová mladší | česká herečka a hudebnice                                                                                               |
| 904    | 31. 5. 2023    | Martin Řezníček         | český redaktor a moderátor                                                                                              |
| 905    | 7. 6. 2023     | Daniela Peštová         | česká supermodelka |
| 906    | 14. 6. 2023    | Vojtěch Dyk             | český zpěvák, muzikant a herec                                                                                          |
| 907    | 21. 6. 2023    | Barbora Strýcová        | jedna z nejúspěšnějších českých tenistek                                                                                |
| 908    | 28. 6. 2023    | Jakub Hrůša             | český dirigent |
| 909    | 20. 9. 2023    | John Adams              | americký hudební skladatel                                                                                              |
| 910    | 4. 10. 2023    | Pavel Horváth           | český fotbalový záložník, reprezentant a trenér                                                                         |
| 911    | 11. 10. 2023   | Ned Luberecki           | americký bandžista |
| 912    | 18. 10. 2023   | Anna Geislerová         | česká filmová herečka                                                                                                   |
| 913    | 25. 10. 2023   | Russell Crowe           | australský herec, hudebník a držitel Oscara a Zlatého glóbu                                                             |
| 914    | 1. 11. 2023    | Yvetta Simonová         | česká zpěvačka |
| 915    | 8. 11. 2023    | John Cowan              | americký bluegrassový zpěvák a baskytarista                                                                             |
| 916    | 15. 11. 2023   | Jan Mráček              | český houslista, koncertní mistr České filharmonie                                                                      |
| 917    | 22. 11. 2023   | Mark Johnson            | americký filmový a televizní producent                                                                                  |
| 918    | 29. 11. 2023   | Pavlína Pořízková       | česká supermodelka, herečka a spisovatelka                                                                              |
| 919    | 6. 12. 2023    | Jeff Greenstein         | americký televizní scenárista, producent a režisér                                                                      |
| 920    | 13. 12. 2023   | Robin Wrightová         | americká herečka |

| Pořadí | Datum vysílání | Host                        | Informace o hostovi                                                                                             |
| ------ | -------------- | --------------------------- | --- |
| 921    | 10. 1. 2024    | Winston Watson              | americký bubeník                                                                                                |
| 922    | 17. 1. 2024    | Kristián Hynek              | český kameraman a pedagog                                                                                       |
| 923    | 24. 1. 2024    | Scott Hamilton              | americký jazzový saxofonista                                                                                    |
| 924    | 31. 1. 2024    | Marta Vančurová             | česká divadelní a filmová herečka                                                                               |
| 925    | 7. 2. 2024     | Miloslav Zapletal           | český manažer, spisovatel, producent a bývalý prezident Miss ČR                                                 |
| 926    | 14. 2. 2024    | Steve Gadd                  | americký bubeník                                                                                                |
| 927    | 21. 2. 2024    | Zbyněk Frolík               | český podnikatel v oblasti nemocničních lůžek                                                                   |
| 928    | 28. 2. 2024    | Lukáš Sommer                | český kytarista a hudební skladatel                                                                             |
| 929    | 13. 3. 2024    | Oldřich Uttendorfský        | český lékař, diplomat a sběratel umění                                                                          |
| 930    | 20. 3. 2024    | Jaromír Švejdík             | český výtvarník, skladatel, textař a zpěvák                                                                     |
| 931    | 27. 3. 2024    | Zdeněk Štybar               | český profesionální silniční cyklista a cyklokrosař                                                             |
| 932    | 3. 4. 2024     | Magda Vášáryová             | slovenská herečka, diplomatka a politička                                                                       |
| 933    | 10. 4. 2024    | Jan Bartoníček              | český lékař, přednosta ortopedické kliniky 1. lékařské fakulty Univerzity Karlovy a Ústřední vojenské nemocnice |
| 934    | 17. 4. 2024    | Vojtěch Kotek               | český herec, režisér a muzikant                                                                                 |
| 935    | 24. 4. 2024    | Viktor Sodoma               | český rokenrolový a bigbítový zpěvák                                                                            |
| 936    | 8. 5. 2024     | Lady Milena Grenfell Baines | jedno z tzv. Wintonových dětí, které byly zachráněny před nacistickou invazí                                    |
| 937    | 15. 5. 2024    | Lou Fanánek Hagen           | český textař, skladatel, zpěvák a frontman skupiny Tři sestry                                                   |
| 938    | 22. 5. 2024    | Pavel Koutský               | český animátor, grafik, režisér a scenárista                                                                    |
| 939    | 29. 5. 2024    | Václav Vydra                | český divadelní, televizní a filmový herec                                                                      |
| 940    | 5. 6. 2024     | Pavel Kuka                  | český bývalý profesionální fotbalista                                                                           |
| 941    | 12. 6. 2024    | Pasta Oner                  | český umělec |
| 942    | 19. 6. 2024    | Robert Záruba               | český sportovní komentátor                                                                                      |
| 943    | 26. 6. 2024    | Jiří Hrdina                 | český hokejista                                                                                                 |
| 944    | 11. 9. 2024    | John Jorgenson              | americký kytarista                                                                                              |
| 945    | 18. 9. 2024    | Marek Vrabec                | český producent, zakladatel a ředitel festivalu Struny Podzimu                                                  |
| 946    | 25. 9. 2024    | Jindra Viková               | česká sochařka, keramička, malířka a pedagožka                                                                  |
| 947    | 2. 10. 2024    | Pavel Baňka                 | český fotograf                                                                                                  |
| 948    | 9. 10. 2024    | Josef Vlček                 | český hudební publicista a dramaturg                                                                            |
| 949    | 16. 10. 2024   | Jaroslav Brabec             | český režisér, kameraman a vedoucí katedry kamery na FAMU                                                       |
| 950    | 23. 10. 2024   | David Robertson             | americký dirigent                                                                                               |
| 951    | 30. 10. 2024   | Marko Babjuk                | český lékař a vědec                                                                                             |
| 952    | 6. 11. 2024    | Jaroslav Rudiš              | český spisovatel, scenárista, dramaturg a novinář                                                               |
| 953    | 13. 11. 2024   | Viggo Mortensen             | americký herec                                                                                                  |
| 954    | 20. 11. 2024   | Karolína Kurková            | česká supermodelka                                                                                              |
| 955    | 27. 11. 2024   | Steven Soderbergh           | americký režisér, scenárista a producent                                                                        |
| 956    | 4. 12. 2024    | Clive Owen                  | britský herec                                                                                                   |
| 957    | 11. 12. 2024   | Francine Maisler            | americká castingová režisérka a producentka                                                                     |

| Pořadí | Datum vysílání | Host                                       | Informace o hostovi                                                   |
| ------ | -------------- | ------------------------------------------ | --------------------------------------------------------------------- |
| 958    | 8. 1. 2025     | Ivan Šlapeta                               | český kameraman                                                       |
| 959    | 15. 1. 2025    | Marko Čermák                               | český kreslíř, hudebník a tramp                                       |
| 960    | 22. 1. 2025    | Petr Malásek                               | český klavírista a skladatel                                          |
| 961    | 29. 1. 2025    | Slavomír Lener                             | český hokejista a trenér                                              |
| 962    | 5. 2. 2025     | Leoš Válka                                 | český podnikatel, manažer a kurátor umění                             |
| 963    | 12. 2. 2025    | Dana Drábová                               | česká jaderná vědkyně a politička                                     |
| 964    | 19. 2. 2025    | Zdeněk Haník                               | český volejbalista                                                    |
| 965    | 26. 2. 2025    | Stanislav Diviš                            | český malíř a zpěvák                                                  |
| 966    | 5. 3. 2025     | Miloš Doležal                              | český básník, spisovatel a publicista                                 |
| 967    | 12. 3. 2025    | Alice Nellis                               | česká filmová a divadelní režisérka                                   |
| 968    | 19. 3. 2025    | Petr Váša                                  | český literát, skladatel, výtvarník, zpěvák, pedagog a fyzický básník |
| 969    | 26. 3. 2025    | Jan Hřebejk                                | český režisér                                                         |
| 970    | 2. 4. 2025     | Radim Rulík                                | český bývalý hokejista a trenér české hokejové reprezentace           |
| 971    | 9. 4. 2025     | Richard Novák                              | český operní pěvec a skladatel                                        |
| 972    | 16. 4. 2025    | Michael Čech                               | český televizní režisér                                               |
| 973    | 23. 4. 2025    | Ronald Franklin Block a Donald Glen Rigsby | americkí bluegrassoví muzikanti                                       |
| 974    | 30. 4. 2025    | Jan Černý                                  | český imunolog, buněčný biolog a pedagog                              |
| 975    | 7. 5. 2025     | Ondřej Roskovec                            | český fagotista a člen orchestru České filharmonie                    |
| 976    | 14. 5. 2025    | Karel Haloun                               | český grafický designér, výtvarník, publicista, kurátor a pedagog     |
| 977    | 21. 5. 2025    | Petr Brukner                               | český herec, fotograf a člen Divadla Járy Cimrmana                    |